# Věra Kohnová
Věra Kohnová (26. června 1929 Plzeň, Československo – 1942, ghetto Izbica, Velkoněmecká říše) byla židovská dívka deportovaná s rodinou nejprve v lednu 1942 z Plzně do koncentračního tábora Terezín a v březnu 1942 do polského ghetta Izbica. Věra Kohnová proslula svým deníčkem, který si psala od srpna 1941 do ledna 1942. Deník, ve kterém sledovala dětskýma očima poslední měsíce života židovských obyvatel Plzně, přestala psát jen několik dní před deportací do Terezína. Věra Kohnová je jednou z dětských obětí holokaustu. Kvůli svému věku a psaní deníku bývá přirovnávána k Anně Frankové.

## Biografie

### Rodina Věry Kohnové

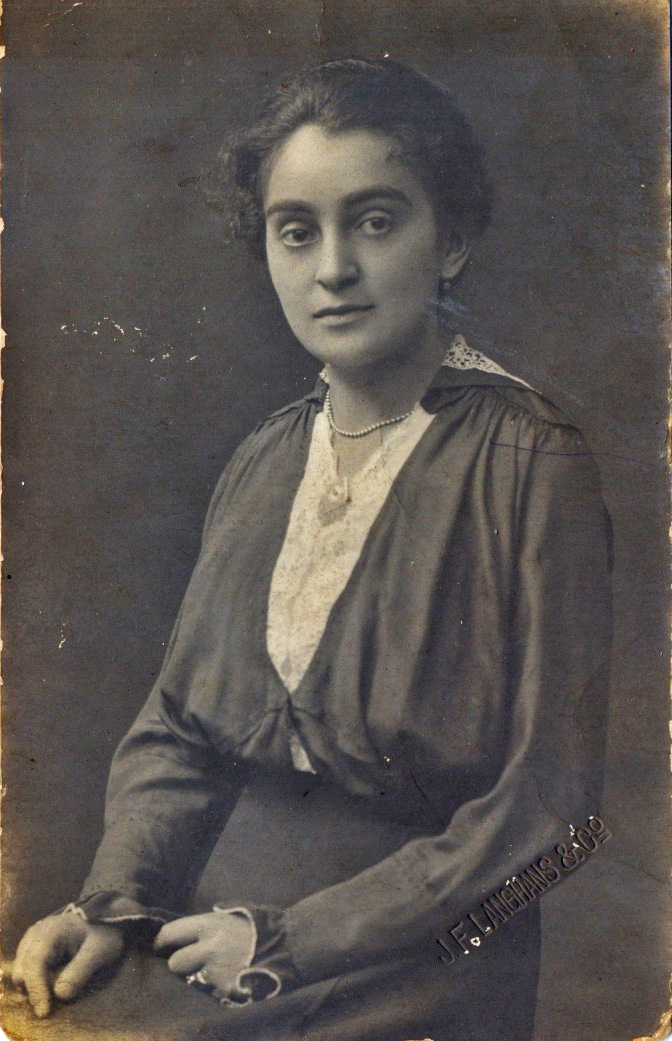
Melanie Kohnová, Věrčina matka, byla dlouho jediná z rodiny, jejíž podoba je s určitostí známa

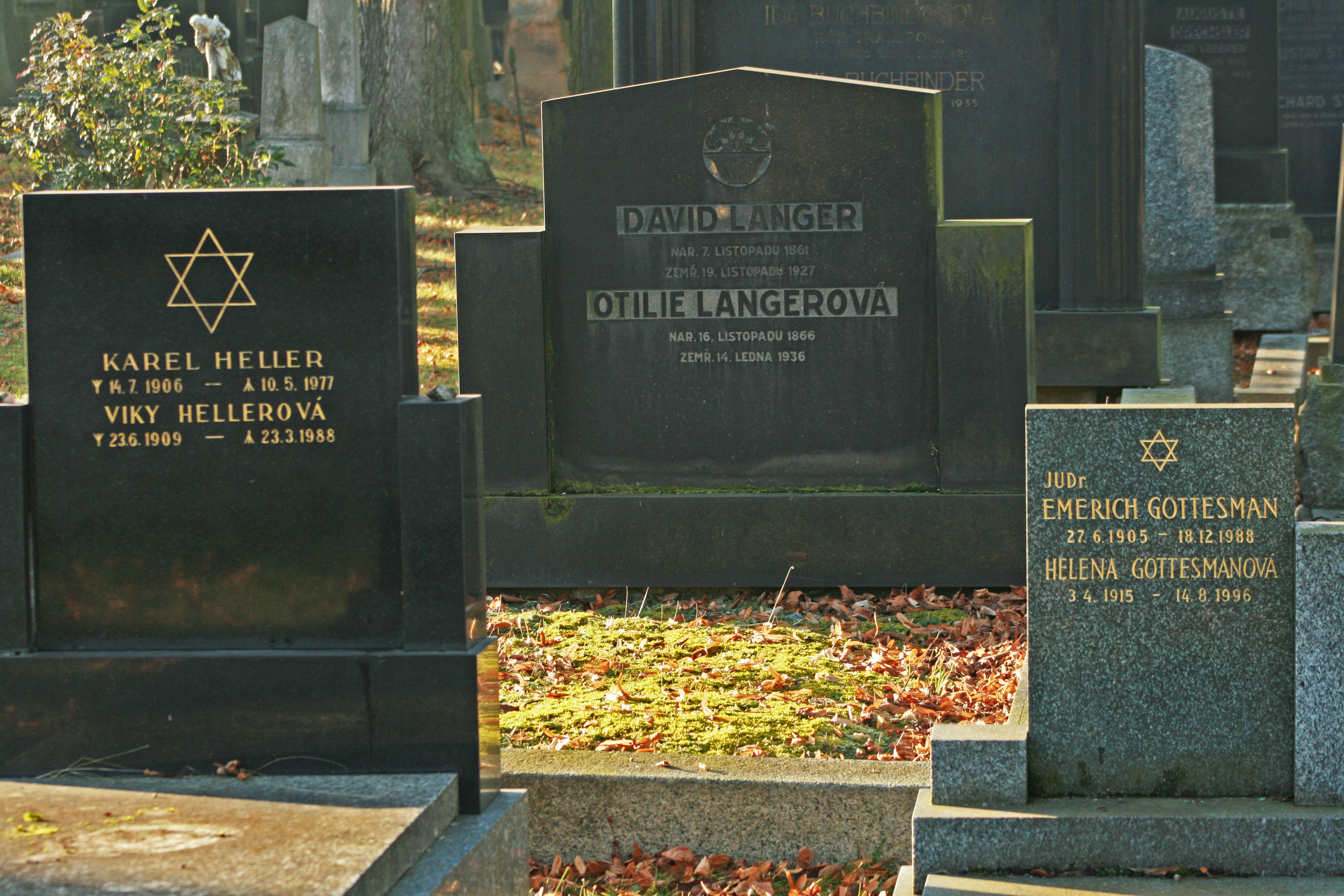
Hrob Davida a Otýlie Langerových, Věrčiných prarodičů, na plzeňském židovském hřbitově

Věra Kohnová se narodila 26. června 1929 v Plzni, v rodině Otakara Kohna (1889–1942), úředníka plzeňské továrny na železné a kovové zboží Gustav Teller. Otakar Kohn pocházel z obchodnické rodiny žijící v Týně nad Vltavou. Do Plzně přišel v roce 1908 a roku 1913 se za ním přistěhoval i jeho mladší bratr Rudolf (1894–1942). Matka Věry Kohnové se jmenovala Melanie. Melanie Langerová (1892–1942) se narodila v Dobřívě u Rokycan, kde měl její otec David Langer, původně židovský učitel z Dolního Cetna u Mladé Boleslavi, obchod, trafiku a výčep. V roce 1912 se Melanie s rodiči přestěhovala do Plzně a koncem března 1923 se zde provdala za Otakara Kohna. Manželé Kohnovi měli dvě dcery. Prvorozená Hanka se narodila v lednu 1924. Věrka byla tedy o pět let mladší než její sestra a ve stejném roce, kdy do Plzně přišla německá vojska, oslavila své desáté narozeniny..
Vedle strýce Rudolfa Kohna měly Hanka a Věra Kohnovy v Plzni také babičku Otýlii Langerovou, která zemřela v roce 1936. Dědečka Davida Langera, zaměstnance plzeňského velkoobchodu ovocem František Vojtěch & spol., již Věra nepoznala, protože zemřel v roce 1927. Společně s babičkou Otýlií je pohřben na židovském hřbitově v Plzni, na Rokycanské třídě. Před deportací do Terezína se rodina Kohnových navíc velmi přátelila s manžely Marií a Jaromírem Kalivodovými z Dobříva u Rokycan. Toto přátelství je opředeno tajemstvím, které se dosud nepodařilo rozuzlit. Marie Kalivodová (1912–1992) totiž byla o plných dvacet let mladší než Věrčina matka Melanie a narodila se teprve v době, kdy již Melanie v Dobřívě nežila. Příčinu je nejspíš třeba hledat v záletech Věrčina dědečka Davida Langera, který byl pravděpodobně také otcem Marie Kalivodové, rozené Poncarové. Jako sedmnáctiletá dívka sloužila Marie Poncarová u Kohnových v Plzni. Do služby nastoupila v létě 1929, v době, kdy se Kohnovým narodila Věrka. Znovu pobývala Marie u Kohnových v Plzni v květnu 1938, když její muž Jaromír Kalivoda narukoval během mobilizace do Jihlavy. Marie a Jaromír byli nadšenými vlastenci, sokoly, sportovci a členy Jednoty bratrské. Za německé okupace byly přátelství a pomoc árijské rodiny Kalivodových pro židovskou rodinu Kohnových velmi důležité.

### Školačky Věra a Edita Kohnovy
Nejbližší osobou v životě Věry Kohnové byla bezesporu její sestřenice Edita Kohnová, které Věrka neřekla jinak než Eda. Edita se totiž narodila ve stejném roce jako Věra, v létě 1929, a byla po celý krátký život její věrnou a nerozlučnou družkou. Otcem Edity Kohnové byl strýc Rudolf Kohn, který se v roce 1927 oženil s dcerou bývalého rabína ve Štěnovicích u Plzně, Ellou Frankovou. Věrčin strýc Rudolf Kohn pracoval jako obchodvedoucí u firmy Adler a synové v plzeňské Riegrově ulici. Věra chodila společně se sestřenicí Editou do dívčí obecné školy na dnešní Americké třídě v Plzni (za války „Obecná škola, pro dívky v Plzni, třída Vítězství“), odkud to měla jen pár kroků k Editě domů, ale také k babičce Otýlii a k otci Otakarovi do práce. Obě děvčata chodila do stejné třídy a měla výborný prospěch. Edita přesto musela v září 1936 skládat postupové zkoušky do druhé třídy. Celé druhé pololetí první třídy totiž promarodila. V následujících letech byla pravidelně uvolňována z hodin tělesné výchovy. 

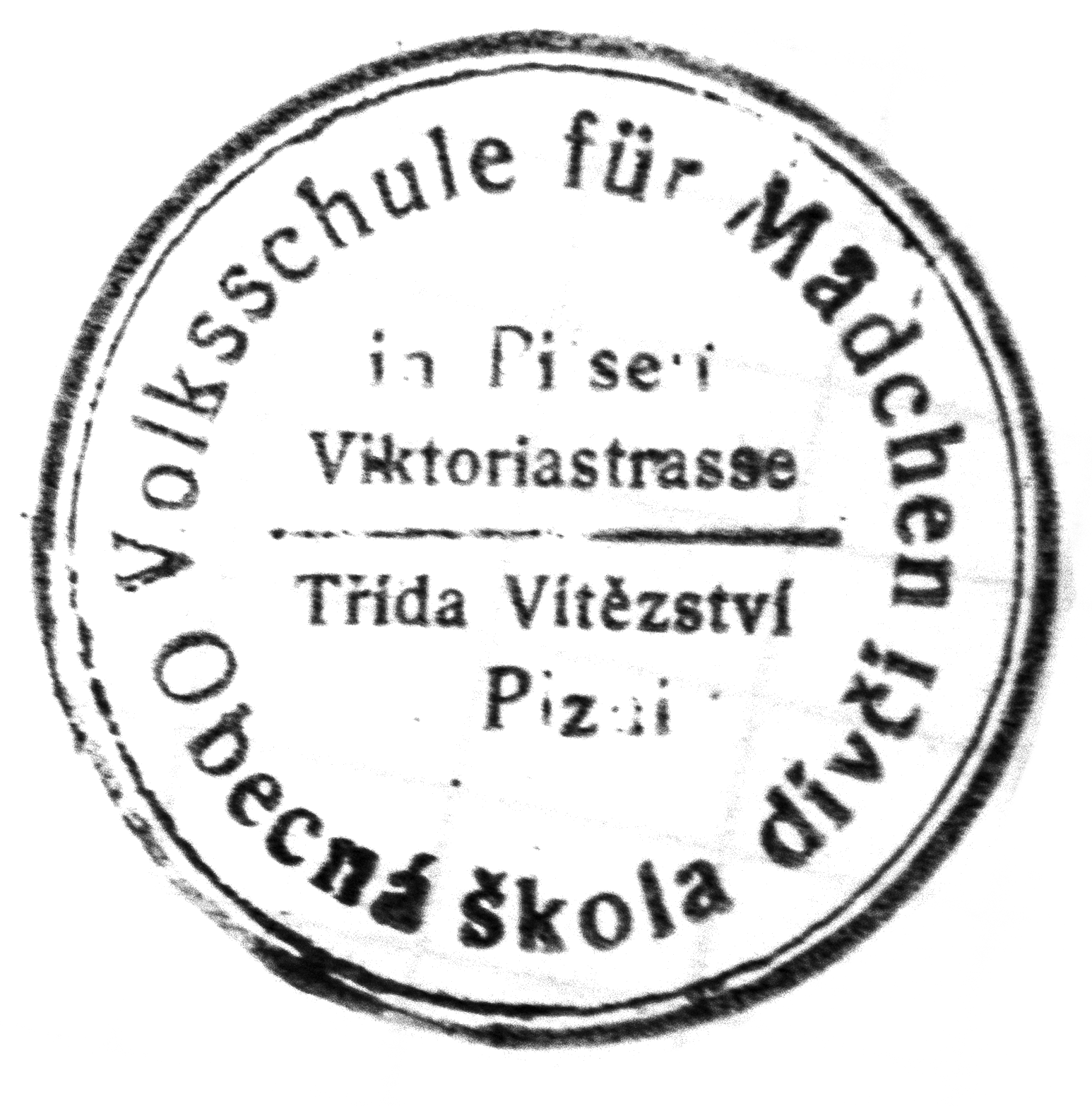
Razítko obecné školy pro dívky na dnešní Americké třídě v Plzni z válečných let

Do Věrčiny třídy na obecné škole chodilo celkem 33 děvčat. Devět dívek bylo židovského původu. Pět z nich se později společně s Věrou a Editou stalo hrdinkami Věrčina deníku – Alice Epsteinová (přezdívaná Alis, dcera obchodníka Arnolda Epsteina), Eva Löwyová (dcera obchodníka Viléma Löwyho), Hanka Löwidtová (dcera obchodníka Otakara Löwidta), Irena Welkerová (dcera hodináře Bernarda Welkera) a Rita Kopplová (dcera obchodního zástupce Artura Koppela). V říjnu 1938 nastoupila do třídy ještě jedna židovská dívka – Felicitas Meierová, dcera karlovarského advokáta JUDr. Richarda Maiera. Do Plzně přišla jako uprchlík po německém záboru Sudet. Později se její rodina odstěhovala do Mníšku pod Brdy, a proto není Felicitas zmiňována ve Věrčině deníku. Společně s maminkou a mladší sestrou Dorit zahynula v září 1942 v Malém Trostinci. 

### Památníky Evy Kussiové a Ruth Ofnerové
Do stejné třídy chodily ještě dvě další dívky, na které se později vztahovaly tzv. Norimberské zákony, a které nenajdeme mezi oběťmi holocaustu – Eva Kussiová (dcera majitele Kalikovského mlýna v Plzni Rudolfa Kussiho) a Ruth Ofnerová (dcera vrchního finančního komisaře Arnošta Ofnera). Eva Kussiová – kamarádkami zvaná Muninka – měla sice několik židovských předků, ale na základě rasových zákonů byla považována za míšenku. Její maminka nebyla totiž Židovkou. Díky tomu nemusely Eva ani její mladší sestra Gita v lednu 1942 odjet transportem do Terezína. Eva Kussiová mohla, na rozdíl od ostatních židovských spolužaček, v září 1940 nastoupit na gymnázium. V roce 1942 byla také ona vyloučena ze studia. Po osvobození se do své třídy na Státním reálném gymnáziu na dnešním Mikulášském náměstí v Plzni vrátila. Ve školním roce 1947/1948 odmaturovala. Počátkem padesátých let se provdala a celý život strávila v Plzni. Ve své knihovně uchovávala památníček z obecné školy, do kterého jí nakreslila a napsala upomínku řada spolužaček, které za německé okupace zahynuly – Věra a Edita Kohnovy, Alice Epsteinová, Rita Kopplová a Irena Welkerová. Svou vzpomínku v památníku zanechala také Hanka Löwidtová, která jako jediná přežila věznění v koncentračním táboře. Alice Epsteinová Evě na památku napsala: „Čiň dobře všem, kdykoli můžeš!“ Památník byl objeven Evinou dcerou Ludmilou v červnu 2024. 

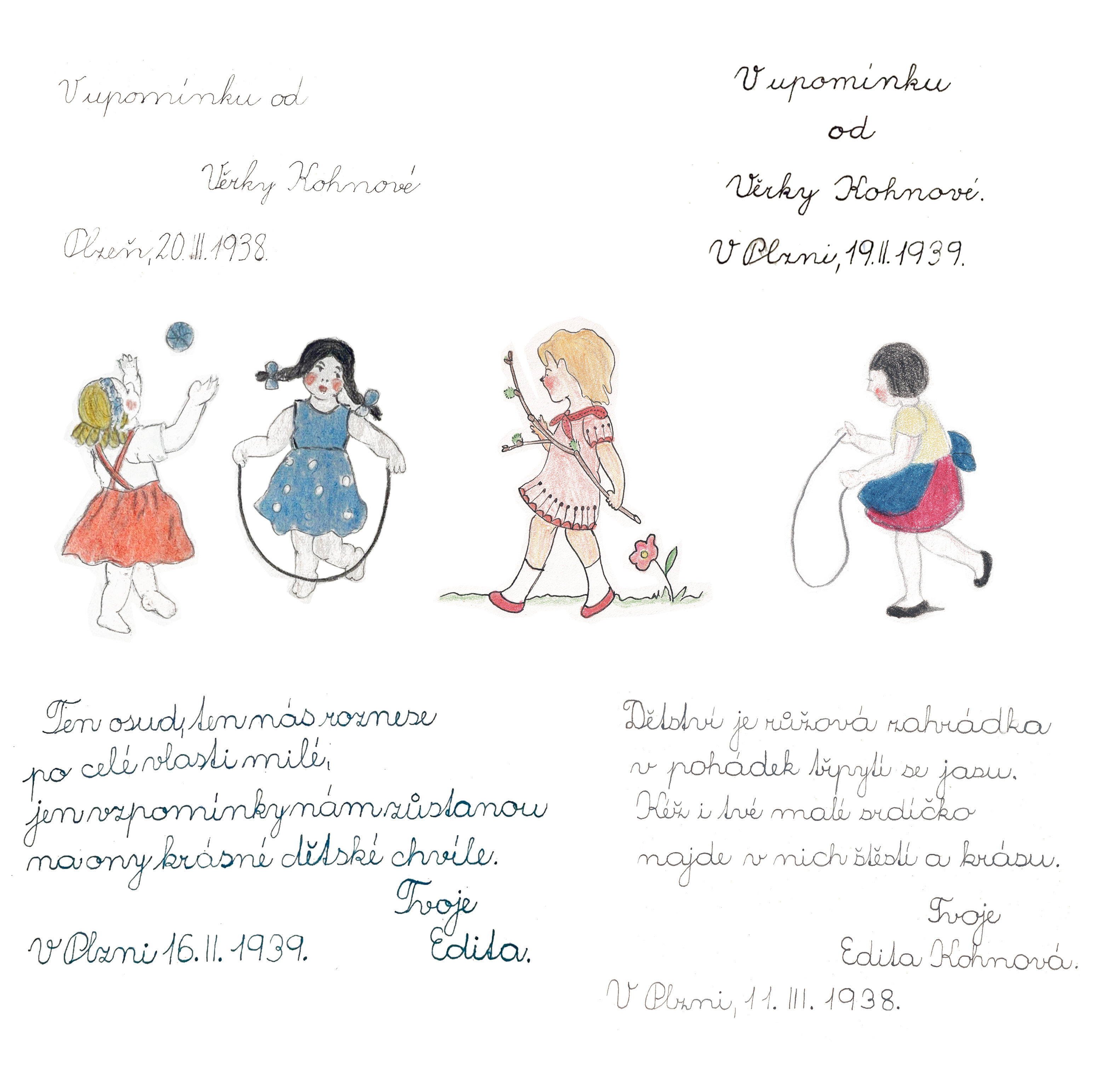
Svět podle Věrky a Edity – kresby a verše z památníků Evy Kussiové a Ruth Ofnerové

Ruth Ofnerová se zachránila včasným útěkem do Velké Británie. Ze země odjela společně se svou starší sestrou Hankou  jedním z Wintonových transportů a o mnoho let později, v roce 2009, svému zachránci Nicholasi Wintonovi vzkázala: „Dal jsi mi sedmdesát let života navíc. Jinak bych skončila v Osvětimi jako moje rodina z Plzně a protože mám dvě děti a dvě vnoučata, tak tím, že jsi zachránil mne, jsi zachránil i je…“ Vzhledem k tomu, že nikdo z jejich příbuzných v Československu nepřežil, zůstaly Ruth a Hanka Ofnerovy po válce ve Velké Británii. Stejně jako Eva Kussiová, také Ruth Ofnerová, ve své knihovně v Londýně uchovávala památníček se vzpomínkami na spolužačky z obecné školy. Najdeme mezi nimi opět kresby a verše od děvčat, která za německé okupace zahynula – Věrky a Edity Kohnových, Alice Epsteinové, Rity Kopplové a Irči Welkerové – a od přeživší Hanky Löwidtové. Jeden ze zápisů pochází od starší židovské dívky Rity Schwarzkopfové z Plzně, narozené roku 1925. Tato dívka zahynula roku 1943 v Osvětimi-Březince. Za zmínku stojí ještě jeden zápis z památníku Rutky Ofnerové. Dne 27. února 1939, tedy necelý měsíc před německou okupací, jej napsal sedmadvacetiletý Benjamin Goldberg, který v dívčí třídě učil židovské náboženství: „Též v nejtěžších dnech našich dějin, v dobách, kdy prožíváme nejbolestnější chvíle, kdy se nám zdá, jako bychom klesli do beznadějných hlubin, ve chvílích plných zoufalství v našich domech, vraťme se k nevyčerpatelnému pramenu, jenž nám vždy dodával odvahu a sílu, jenž nám byl vždy útěchou a rádcem, vraťme se ke Knize všech knih, k našim mudrcům a prorokům! Toť zárukou naší i do budoucna, zárukou, že bouřlivé dni šťastně překonáme.“ Učiteli Goldbergovi, rodákovi z Podkarpatské Rusi, se podařilo koncem listopadu 1939 odjet z Protektorátu Čechy a Morava do švýcarského Bernu. Památník se spoustou  obrázků si jako malá ráda prohlížela a četla Rutčina dcera Diane. K objevu památníku došlo v březnu 2025.

### Kroužky organizované židovskou obcí

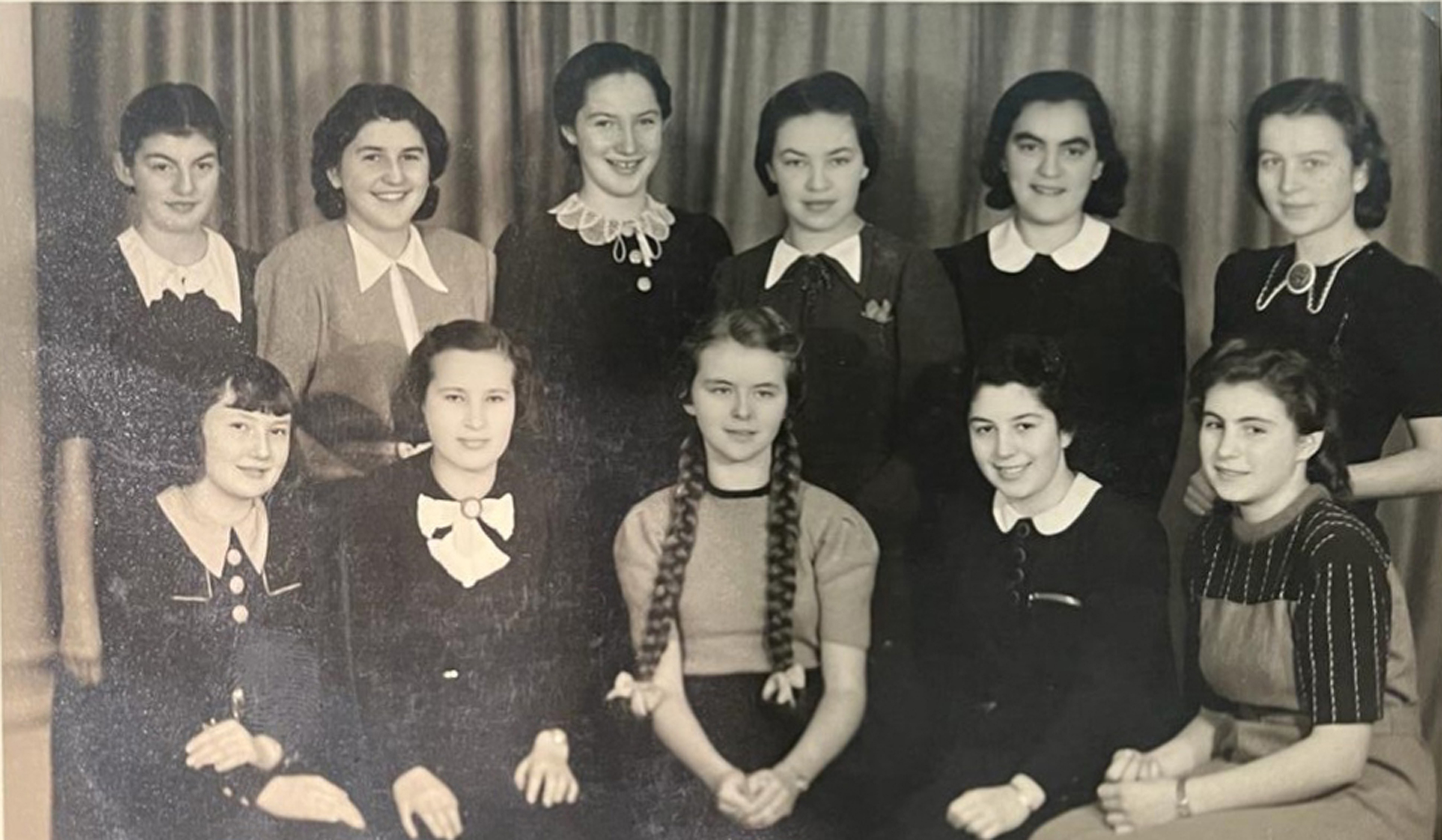
Školní fotografie z Masarykova čsl. státního reálného gymnázia v Plzni z podzimu 1938 – Hanka Kohnová stojí druhá zprava a Hanka Löwyová sedí před ní jako druhá zprava

V červnu 1940 byly dívky na konci pátého ročníku obecné školy a rozhodovaly se o svém dalším směřování. Zatímco Eda si vybrala dívčí reálku v plzeňské Veleslavínově ulici, Věra chtěla pokračovat na II. měšťanské škole pro dívky na Jungmannově třídě v Plzni. Dívky, které chtěly nastoupit do měšťanské školy, obdržely od učitelů stručné hodnocení své práce. U Věrky se píše: "nadaná a horlivá". Z výše uvedených spolužaček odcházela na měšťanskou školu také Alice Epsteinová („chápavá“), Rita Kopplová („nadaná a horlivá“), Eva Löwyová („méně dbalá“) a Irena Welkerová („méně horlivá“). Plány děvčatům překazilo rozhodnutí protektorátní vlády vyloučit židovské žáky z českých škol, které vstoupilo v platnost od počátku školního roku 1940/1941. Následující školní rok proto začaly Věra a Edita navštěvovat společně s bývalými spolužačkami Alicí Epsteinovou, Evou Löwyovou, Hankou Löwidtovou, Ritou Kopplovou a Irenou Welkerovou soukromé vyučování organizované plzeňskou židovskou obcí. Setkaly se zde s židovskými dětmi, které byly vyloučeny z ostatních plzeňských škol. Tehdy Věrka poznala Margit Beckovou, Jirku Brunnera, Kurta Ecksteina, Honzu Goldscheidera, Petra Gutfreunda, Rutku Gutmannovou, Honzu Immerguta, Frédu Kohna, Miriam Lengsfeldovou, Harryho Neugröschla, Evu Pickovou (a nejspíš i její dvojče Hanku Pickovou), Egona Poppera, Pepíka Sabata, Alenu Šulcovou, Honzu Treichlingera a Jindru Weisse. Počátkem listopadu 1941 se do kroužků zapojila poslední skupina dětí, které Věrka zmiňuje ve svém deníku – Lily Hauschildová, Dolfi Immergut, Emil Zunterstein a jeho sestra Olga Zuntersteinová. Tato pětice dětí pocházela z německy mluvících rodin ze Sudet. Jejich rodiny byly po Mnichovské dohodě v roce 1938 donuceny narychlo uprchnout ze svých domovů. V pohraničí musely zanechat veškerý svůj majetek. V Plzni žily bez prostředků a byly zcela odkázány na podporu židovské obce. Děti z uprchlických rodin měly navíc jazykový handicap – neuměly česky. Rodiče je proto během roku 1940 poslali do Prahy, do sirotčince v Belgické ulici (dnešní Lauderovy školy). Ve zdejší židovské škole s internátem bylo až do listopadu 1941 postaráno o jejich výchovu, vzdělání, stravu i ubytování. V listopadu 1941 se ale děti uprchlíků musely vrátit ke svým rodičům do Plzně. 

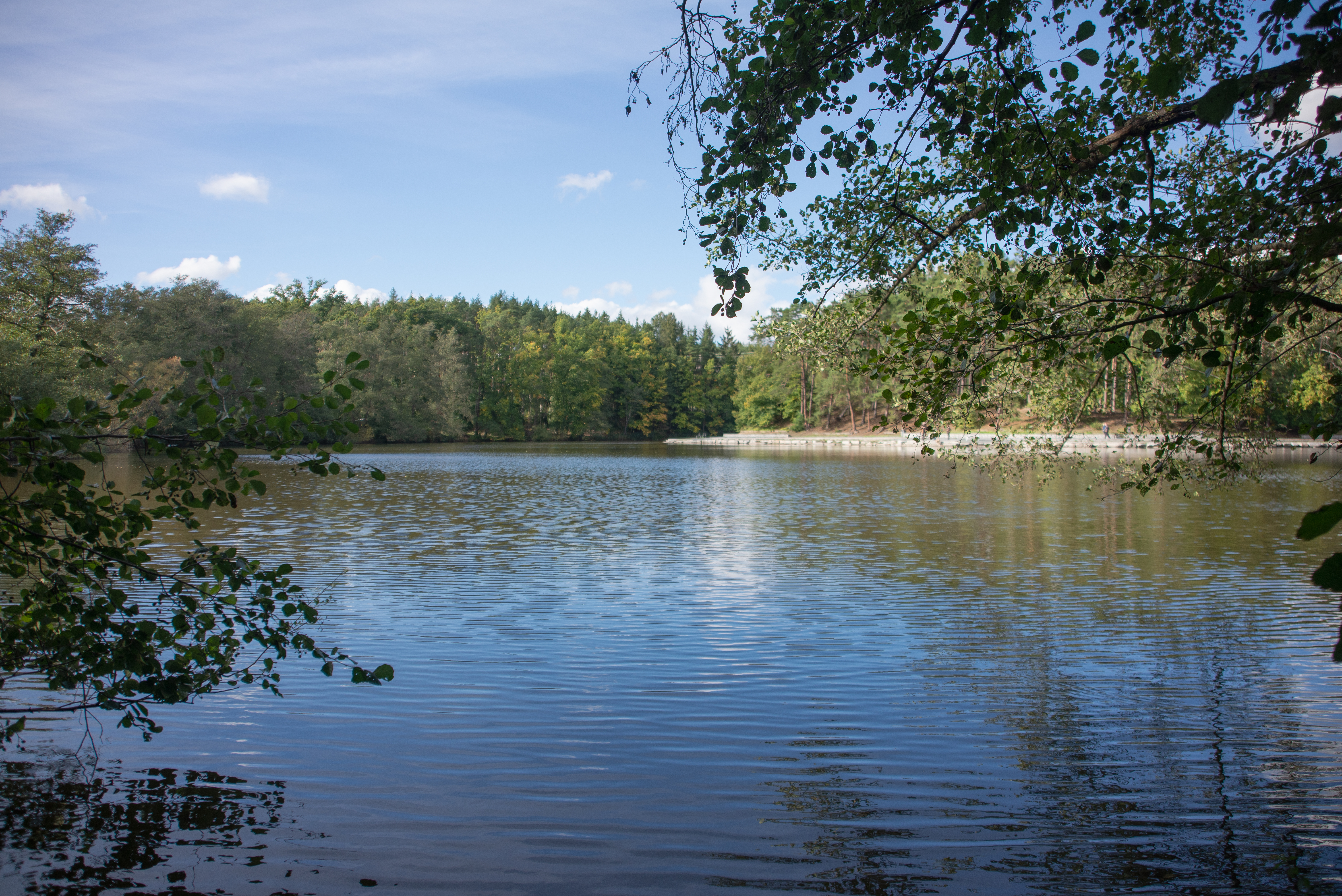
Třemošenský rybník u Bolevce byl od července 1939 jediným povoleným koupalištěm pro plzeňské Židy.

V kroužcích organizovaných židovskou obcí byla probírána látku gymnázia a měšťanské školy. Část učitelů tvořili židovští absolventi středních škol nebo vysokoškoláci, kteří museli v listopadu 1939 studium ukončit kvůli uzavření českých vysokých škol. Role učitelů se ujali také mladí Židé, kteří již měli zkušenosti s vedením mládeže, například v rámci zakázaných junáckých oddílů. Během soukromého vyučování byl Věrčiným třídním učitelem dvaadvacetiletý češtinář Pepík Šmolka. Po skončení školního roku 1940/1941 měly Věra s Edou skládat zkoušky. Jako dárek k těmto zkouškám dostala Věra deníček, do kterého zaznamenávala zážitky z nedokončeného prvního pololetí roku 1941/1942. Věra v deníku mimoděk ukazuje, jak chaotické poměry tehdy ve vyučování panovaly a jak marným bojem tehdy byla všechna snaha židovských učitelů. Čas na výuku se stále krátil. Výuka probíhala v bytech samotných žáků. Protože byt Kohnových v Koperníkově ulici byl velký, setkávali se tu žáci častěji. Vedle Pepíka Šmolky učilo Věru a Edu Kohnovy několik dalších učitelů – zbožňovaný devatenáctiletý Arna Ehrlich, dvacetiletá Nely Adlerová, stejně starý Ladislav Bondy, vyučující kreslení, Karel Körper, Hanuš Adel, Honza Poláček (1923–1942), Vláďa Polák (1922–1942), a paní Fischerová. 27. října 1941 přibyla slečna Marešová jako učitelka ručních prací.
Učiteli Arna Ehrlichovi bylo v roce 1941 devatenáct let. Tento čerstvý absolvent gymnázia měl již zkušenosti s vedením dětí. V minulosti totiž působil jako instruktor na prázdninových táborech. Byl milovníkem příběhů Jaroslava Foglara, historie a literatury. Považoval se za českého vlastence a v židovské víře nebyl nijak horlivý. Mnohem později, v roce 2012, vzpomínal na okamžiky, kdy se pro židovské děti s kolegy snažili organizovat výuku: "Protože Němci Židům zakázali chodit do školy, založila židovská obec kvůli výuce dětí své vlastní školy v domácnostech a bytech. Mysleli jsme si, že pokud se budou děti dále vzdělávat, budou se po skončení války moci vrátit do svých normálních škol. Představitelé židovské obce oslovili jak absolventy vysokých škol tak studenty vyšších ročníků středních škol, zda by se nechtěli stát učiteli. Předměty byly stejné jako na všech ostatních školách. Byl jsem jedním z oslovených. Svou práci, učení dětí, jsme dělali tak, jako by šlo o pravidelnou školní docházku, i když to nebylo oficiální."
Učitelé se snažili u dětí zachoval pocit normálního života a organizovali pro ně, v rámci možností, různé volnočasové aktivity. V letních měsících, od července do září 1941, byla školní výuka spojená s výpravami na „rybník“. Jednalo se o jediné povolené koupaliště pro Židy v Plzni, dnešní Třemošenský rybník v Bolevci. Tomuto rybníku při výpadovce na Třemošnou se ještě po válce říkalo Židovák. Učitel Arna Ehrlich také na tyto okamžiky později vzpomínal: „I když Němci Židy odřízli od mnoha veřejných míst, na jedno místo jim chodit a jezdit dovolili – k rybníku nepříliš vzdálenému od centra Plzně. Tam mohli Židé jezdit a odpočívat od osmi hodin ráno do osmi hodin večer. Mimo tyto hodiny zavedli Němci zákaz vycházení. Rybník byl příjemné místo, avšak vyhrazené Židům, což znamenalo, že jsme sem nemohli brát naše (nežidovské) kamarády z předchozí školy. K rybníku chodili jen mladí lidé, protože pro Židy nefungovala veřejná doprava. Tím pádem tu byli jen ti, kteří mohli přijet na kole. Mí rodiče rybník nikdy neviděli…“

### Studentka Hanka Kohnová

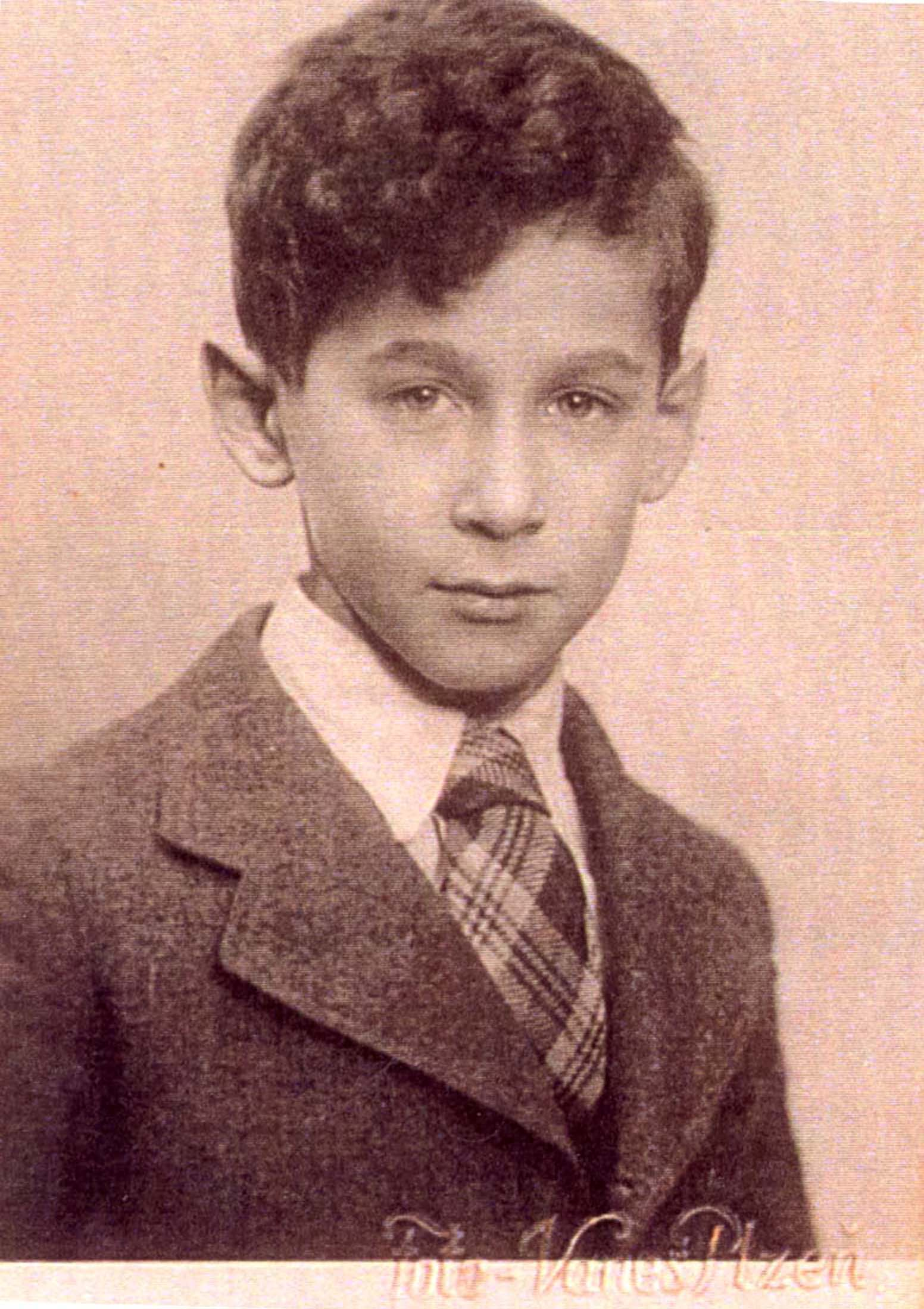
Hanuš Kohn (1930–1942), bratranec Edity Kohnové

Starší sestra Věry Kohnové, Hanka, navštěvovala nejprve dívčí obecnou školu na Chodském náměstí v Plzni a ve školním roce 1935/1936 nastoupila do primy (1.C) Masarykova státního československého reálného gymnasia na Klatovské třídě v Plzni. Její velkou kamarádkou zde byla další židovská dívka, Hanka Löwyová, dcera plzeňského obchodníka obuví. Hanka Kohnová byla studijní typ a měla až do tercie výborný prospěch. Dramatický podzim 1938 a nacistická okupace v březnu 1939 ji zastihly v kvartě. Nové poměry se nejprve podepsaly na prudkém zhoršení jejího prospěchu a vzápětí, v dubnu 1939, se rodiče rozhodli požádat o ukončení studia na gymnáziu. Zároveň s Hankou Kohnovou ukončila studium i její kamarádka Hanka Löwyová. O dalším učení Hanky Kohnové není nic známo, zatímco její kamarádka Hanka Löwyová se začala učit švadlenou. Nové prostředí nenáviděla, ale v koncentračním táboře jí nakonec řemeslo zachránilo život. Zemřela v USA počátkem roku 2017.

### Trpký osud Hanuše Kohna
V domácnosti Věrčiny sestřenice Edity Kohnové se objevil počátkem roku 1939 devítiletý chlapec jménem Hanuš Kohn, žák třetí třídy obecné školy. Hanušovou matkou byla sestra Editiny matky. I Kamila Franková (1894–1938) byla dcerou bývalého štěnovického rabína Maxe Franka. V roce 1922 se v Plzni provdala, shodou okolností také za Rudolfa Kohna (1891–1970). Pocházel z Tachovska. Vypracoval se na majitele obchodu s prádlem a mohl si dovolit postavit v centru Plzně, Riegrově ulici, vlastní dům č. p. 208/5. Tato moderní stavba je dnes architektonickou památkou. Rodina úspěšného obchodníka se do svého domu nastěhovala v létě roku 1931. Kamila s Rudolfem měli dva syny – Františka (1923–1985) a Hanuše (1930–1942). Zvrat v životě rodiny přišel v únoru 1938, kdy Editina teta Kamila Kohnová zemřela ve věku šestatřiceti let. Otec Rudolf Kohn se po Mnichovské dohodě rozhodl s oběma chlapci emigrovat do Palestiny, do nově budovaného přímořského letoviska Naharija. V předstihu odeslal do Palestiny velké množství peněz, za které mu byla přislíbena farma s pozemky v Nahariji a dostatek palestinských liber pro podnikání. V lednu 1939 se Rudolf Kohn vypravil bez svých synů do Palestiny, aby se přesvědčil, zda má jeho rodina skutečně nový domov připravený. Na místě však zjistil, že většina jeho peněz byla zpronevěřena. Snaha o nápravu jej v Palestině zdržela až do března 1939. Mezi tím byly české země okupovány Německem. Rudolf Kohn dostal z Čech telegram s varováním, aby se do vlasti nevracel. Synové František a Hanuš zůstali v rodině své sestřenici Edity Kohnové. Editina matka Ella Kohnová se stala poručnicí obou chlapců. Od druhé poloviny března 1939 se rodiče malé Edity zoufale snažili získat pro celou rodinu pas a povolení k cestě do Palestiny. Přestože úřady proti návštěvě příbuzných v cizině nic nenamítaly, rodina nakonec svou žádost z neznámých důvodů stáhla. Důvodem bylo nejspíš vypuknutí druhé světové války. Otec obou chlapců, Rudolf Kohn vyvíjel i nadále snahu dostat své syny do Palestiny. V říjnu 1939 se mu naskytla příležitost dostat prostřednictvím organizace Alija mládeže za hranice alespoň staršího Františka. Zatímco Hanuš zůstal i nadále v rodině své tety, František odcestoval v polovině listopadu 1939 se skupinou židovských dětí na zemědělské práce do Dánska. Jako jeden z mála pak odsud pokračoval v lednu 1940 do Palestiny. V dalších letech se jeho otec snažil prostřednictvím Mezinárodního červeného kříže také o záchranu mladšího Hanuše. To se mu však nepovedlo. V lednu 1942 odjel Hanuš Kohn s rodinami Edity a Věry do Terezína. V dubnu 1942 pokračoval s rodinou Edity Kohnové do Varšavy. Zde všichni zahynuli.

### Život rodiny z Koperníkovy ulice
Byt v plzeňské Koperníkově ulici 1146/43, kde Kohnovi bydleli od roku 1936, byl po vzniku Protektorátu Čechy a Morava shledán pro čtyřčlennou židovskou rodinu příliš velkým. Byl proto úředně vyměřen. Během roku 1941 byly do bytu sestěhovány ještě další dvě rodiny. Šlo o manžele Arnošta a Vilmu Steinerovy s dvacetiletým synem Františkem a Rudolfa a Idu Stránských s patnáctiletým synem Jirkou. Kohnovým postupně zbyly jen dva pokoje, zpola zaplněné nábytkem. Zatímco matka byla ze změn nešťastná a nervózní, bezelstná Věra byla přímo nadšená a v uprázdněných pokojích před nastěhováním nových nájemníků metala kozelce.

### Transport "S" do Terezína
Ve dnech 18. – 26. ledna 1942 byla ve třech transportech, nazvaných „R“, „S“ a „T“, deportována z Plzně do Terezína většina židovských obyvatel města a jeho okolí, tj. více než dva a půl tisíce lidí. Šlo o jedny z prvních transportů v protektorátě vůbec. O hrůze, kterou mezi židovským obyvatelstvem Plzně vyvolávaly transporty, výmluvně vypovídá plzeňská židovská matrika zemřelých. Z lednových zápisů je patrné, že v předvečer transportů ve městě spáchalo sebevraždu mimořádně velké množství židovských obyvatel – nejen starších a nemocných, kteří si nedovedli představit svůj další život v rolích vyhnanců, ale dokonce i relativně mladých lidí. Jako prostředek dobrovolného odchodu ze života volili skok z okna a otravu hypnotiky a svítiplynem.
Není jisté, kdy přesně se Kohnovi naposledy setkali s Marií a Jaromírem Kalivodovými z Dobříva, Stalo se tak mezi 15. lednem, kdy Věra napsala poslední řádky do svého deníku, a 18. lednem, kdy se za její rodinou zavřely dveře plzeňské Sokolovny, ve které byli Kohnovi společně s tisícovkou dalších účastníků transportu „S“ až do odjezdu z Plzně internováni. Jedna z věcí, kterou si Kohnovi při posledním setkání u manželů Kalivodových ukryli, byl Věrčin deníček. Krátce před tím než se začal v neděli 18. ledna sál plzeňské Sokolovny ve Štruncových sadech zaplňovat občany zařazenými do transportu „S“, byl odsud vypraven první transport, „R“. Tímto transportem odjely některé Věrčiny kamarádky, stejně jako učitel Arna Ehrlich. Ozbrojení vojáci svěřili dohled a zodpovědnost za pořádek ve vlaku skupině mladých mužů, Arna patřil mezi ně. Podle jeho vzpomínek při tomto transportu k žádnému narušení klidného průběhu cesty nedošlo.

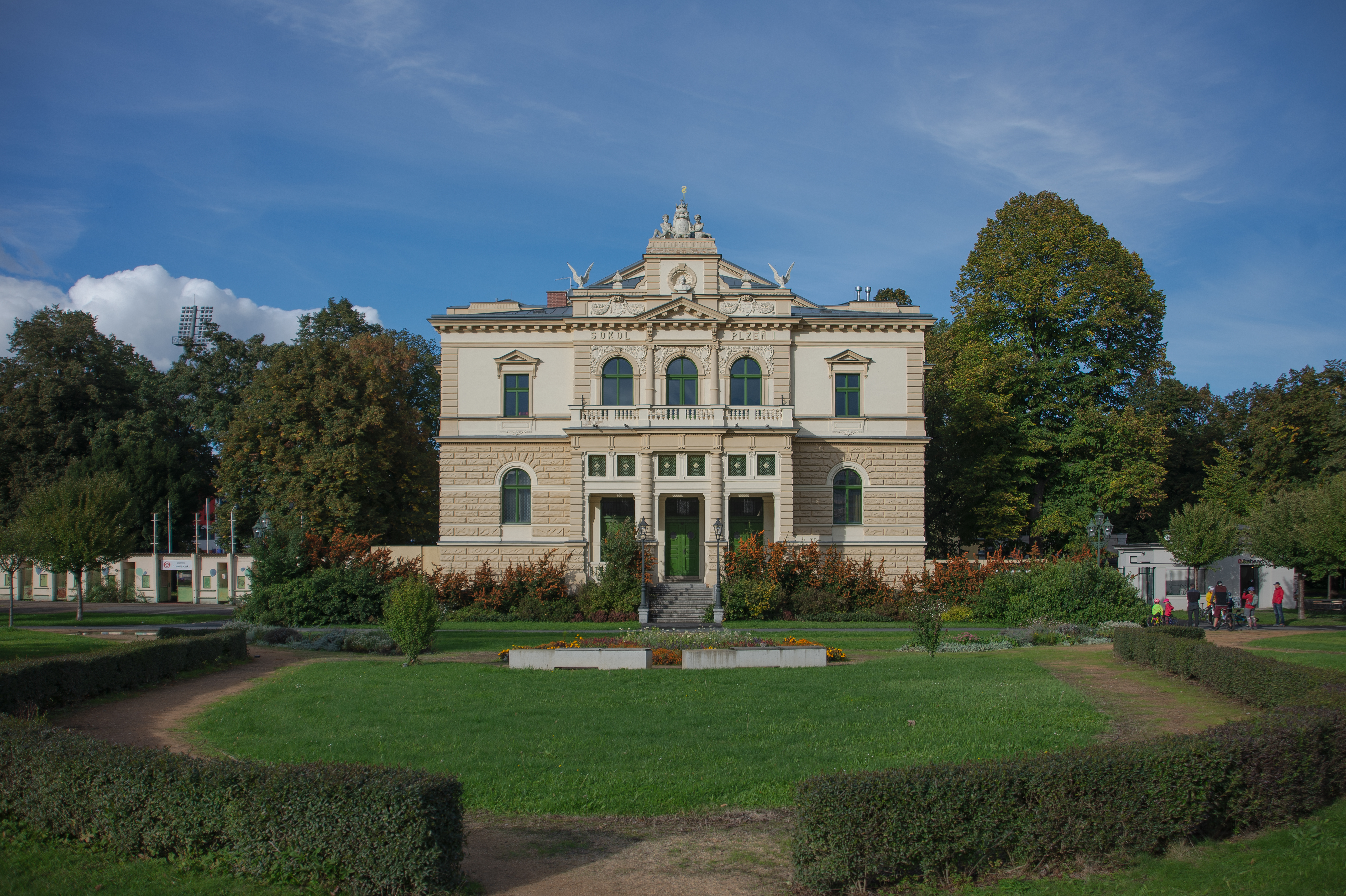
Sokolovna ve Štruncových sadech v Plzni, kde byli v lednu 1942, tři dny před nástupem do transportu, shromážděni a internováni Židé z Plzeňska

Mezi tím se pro rodinu Kohnovu a další tisícovku deportovaných stala plzeňská Sokolovna na tři dny nuceným domovem bez možnosti kontaktu s okolním světem. Pod dohledem českých četníků se shromáždění Židé tísnili na slamnících rozložených po podlaze tělocvičny. Přesto byla Sokolovna místem, kde mnozí měli poslední příležitost být v teple a umýt se teplou vodou. Zatímco v tělocvičně Sokolovny panoval neklid a nejistota, plzeňský denní tisk se radoval: „Na plzeňských ulicích je možno pozorovati nebývalý shon Židů, kteří, označení Davidovou hvězdou a příslušným pořadovým číslem, svážejí na saních a kárách příslušný majetek, který potřebují na cestu, ze které se, k nemalé radosti všech rozumných Čechů, již nikdy nevrátí… Pro židovskou drzost jest charakteristické, že někteří Židé dávají se odvézt na místo soustřeďování ve fiakrech, a tak v poslední chvíli ještě provokují.“
Ve čtvrtek 22. ledna byl transport „S“, za silného mrazu klesajícího hluboko pod −20 °C, německými vojáky odveden na plzeňské nákladové nádraží, Ozbrojená stráž zde nahnala deportované do nevytopeného osobního vlaku. Vlak byl před odjezdem zadrátován a nebylo z něho úniku. Jediné, co mohlo Věru těšit, bylo, že jede společně se sestřenicí Editou a s většinou svých kamarádek a kamarádů, se kterými navštěvovala v posledním školním roce soukromé vyučování. Rodina Věry Kohnové odjížděla pod transportními čísly 516–519 a rodina její sestřenice Edity pod čísly 525–528. Věra měla číslo 519, Hanka 518, Edita 527 a Hanuš 528. O průběhu transportu „S“ se dochovala celá řada svědectví těch, kteří přežili, a lidí, kteří vystrašené účastníky transportu přijímali v Terezíně. Vedle Kohnových odjížděla tímto transportem také Hanka Löwyová s rodiči. Podle jejích pozdějších vzpomínek byly dlouhé hodiny, během kterých jel vlak z Plzně do Bohušovic nad Ohří, okamžiky nekonečné hrůzy. Němečtí vojáci procházeli za neustálého křiku vlakem a užívali si pocit neomezené moci. Transportované psychicky a fyzicky týrali, hrubě je ponižovali a uráželi. V každém kupé byl určen jeden muž nebo chlapec, který měl po příchodu německých vojáků povinnost hlásit v německém jazyce stav mužů, žen a dětí v daném kupé. Pokud nebylo hlášení podle představ vojáků, obdržel políček. Podle jiných svědectví odvedli vojáci do přední části vlaku skupinu starších chlapců a mladých mužů. Bili je a nutili dělat nesmyslné cviky.
Zatímco data příjezdů plzeňských transportů do Terezína jsou známá (18. leden, 22. leden a 26. leden), kolem data jejich vypravení z Plzně panují nejasnosti. Zatímco v současnosti se uvádějí jako dny odjezdu 18. leden, 22. leden a 26. leden, v minulosti byly zmiňovány 17. leden, 21. leden a 25. leden. Některé pamětnice – včetně Hanky Löwyové – ve svých výpovědích přesvědčivě uvádějí, že cesta vlakem do Terezína probíhala přes noc, což u nich umocňovalo pocit hrůzy. Podle jiných svědectví byl transport „S“ na cestě dokonce více dní a horký čaj, který si lidé připravili do termosek, jim během cesty zamrzal. Jiní pamětníci – mezi nimi i Arna Erban Ehrlich – ovšem uvádějí, že do Terezína dorazili stejný den, kdy byli vypraveni z Plzně. Pátráni po skutečném datu odjezdu jednotlivých transportů neusnadňuje ani dobový tisk – plzeňský list Český deník přinesl 14. ledna 1942 zprávu, že první z transportů, „R“, odjede již ve čtvrtek 15. ledna. Stejné datum uvádí ve svém posledním zápise do deníku také Věra Kohnová. V souvislosti s vypravením transportu „S“, do kterého byla Věra s rodinou zařazena, jsou bezpečně známy pouze den příchodu na shromaždiště do Sokolovny, datum příjezdu do Terezína a také den, kdy byli všichni deportovaní policejně odhlášeni z Plzně. To se stalo ve středu 21. ledna 1942.

### Týdny strávené v Terezíně
Poté, co 22. ledna, dorazil vlak do cílové železniční stanice v Bohušovicích nad Ohří, převzali vězně opět čeští četníci a odvedli je do Terezína. Člen vznikající židovské samosprávy Egon Redlich, který měl na starosti ubytování plzeňských transportů, sledoval přicházející matky s dětmi a dospívající dívky z plzeňských transportů se soucitem. Uvědomoval si velkou změnu, která čekala mladé, hezké ženy, které donedávna žily ve vlastních bytech s koupelnami a veškerým pohodlím, a jež nyní, v mrazivý lednový den, přicházely do drsných a studených místností, v nichž některé z nich neměly ani vlastní postel, nanejvýš slamník. Do deníku si tehdy krátce poznamenal: „Přijel druhý plzeňský transport. Vyprávěli, že vojáci, kteří transport doprovázeli, procházeli v jednu chvíli vagóny, hanebně nadávali, mučili transportované a ukazovali jim kříže…"

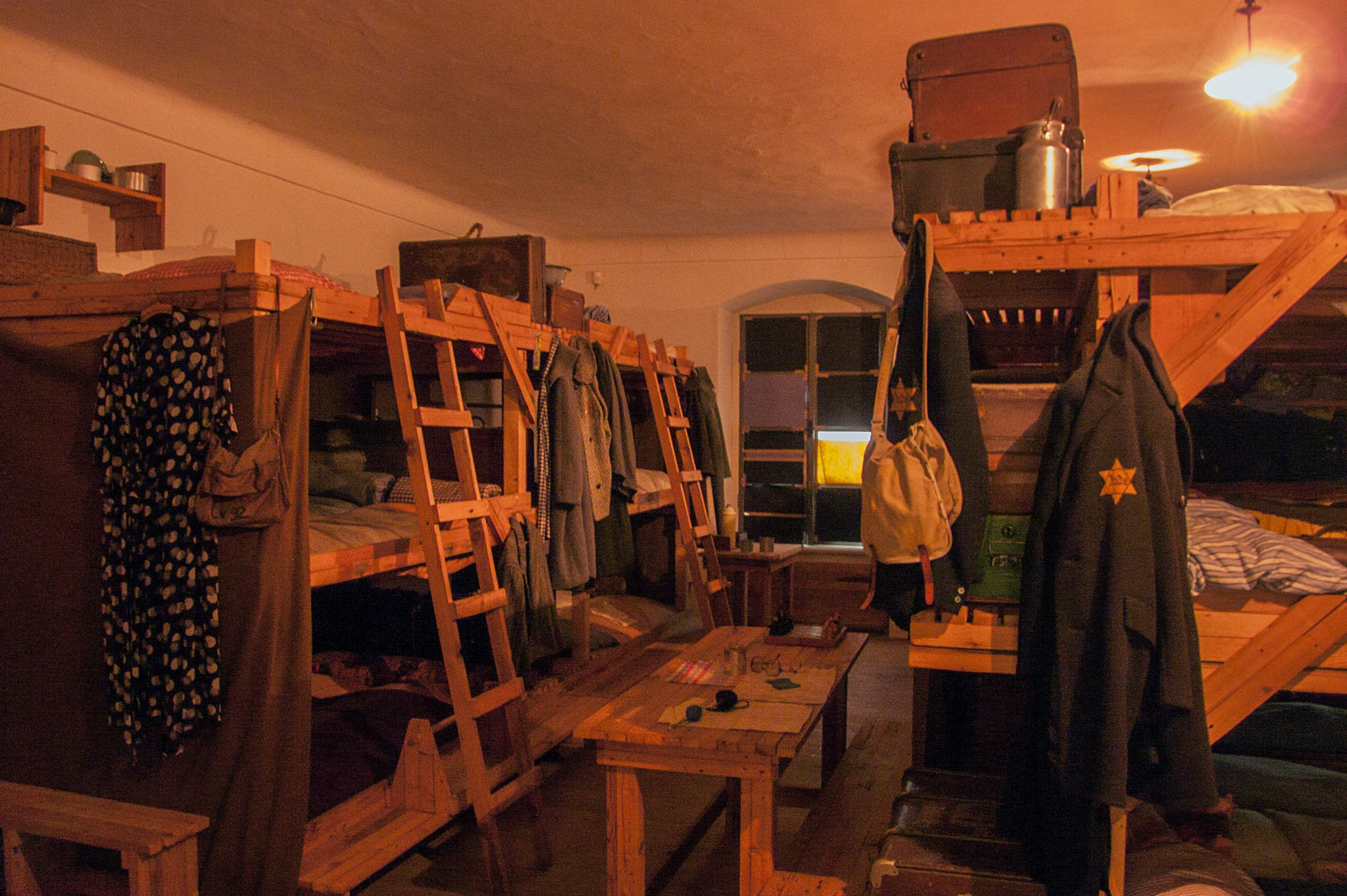
Rekonstrukce ubikace v Hamburských kasárnách v Terezíně

Terezín nebyl v době příchodu rodiny Kohnovy ještě ghettem. Šlo stále ještě o otevřené město, kde dosud žilo české civilní obyvatelstvo. Koncentrační tábor v kasárenských budovách byl v té době teprve budován a správa zde byla tvrdá. Ženy, dívky a malé děti byly odděleny od otců a starších chlapců. První skupina byla ubytována v Hamburských kasárnách, druhá skupina v kasárnách Sudetských. V Hamburských kasárnách byly pokoje vybaveny dvěma patrovými palandami. Do každého pokoje bylo umístěno od deseti do dvaceti žen s dětmi. Muži byli v Sudetských kasárnách ubytováni po pěti stech ve velkém sále, na matracích položených na podlaze. Nikdo nesměl opustit svou budovu, byl zakázán styk mezi muži a ženami, stejně jako jakékoliv kontakty s civilním obyvatelstvem ve městě. Vstup do jednotlivých kasárenských budov hlídali příslušníci místní židovské stráže, zodpovědní židovské Radě starších a komandatuře SS. Za porušení zákazů následovaly tvrdé tresty a popravy. Například ve čtvrtek 26. února 1942 došlo k exekuci sedmi mladých mužů. Hygienická a zdravotní situace byla zoufalá, stejně jako poměry na přeplněných ubikacích. První dny v táboře také doprovázely všudypřítomná zima a pocit hladu. Dětí se ihned ujali dva členové židovské samosprávy – zmíněný Čech Egon Redlich a bývalý německý emigrant Fredy Hirsch. Snažili se, aby i ve velkých mrazech mohli nejmenší trávit co nejvíce času na čerstvém vzduchu, zřídili pro ně první dětské domovy a zaměstnávali je hrami.
Dne 5. března 1942 bylo v Terezíně rozhodnuto o vypravení velkého transportu „Aa“ na východ, do polské Izbice. Transportem měla ve středu 11. března mezi 1000 lidmi opustit terezínské ghetto i rodina Věry Kohnové. Seznam transportovaných byl zveřejněn v pátek 6. března. V průběhu 8. března byli všichni, kterých se věc dotýkala, vyrozuměni o zařazení do transportu. Kvůli cestě do Izbice se musely v Terezíně rozloučit rodiny Otakara a Rudolfa Kohnových. Rozloučily se také velké kamarádky, sestřenice Věra a Eda Kohnovy, které spolu žily od narození. Otakar, Melanie, Hanka a Věra dorazili do Izbice po dvou dnech cesty, 13. března 1942. Edita zůstala s rodiči a bratrancem Hanušem v Terezíně až do 25. dubna 1942, kdy byli deportováni transportem do Varšavy, kde zahynuli. Z Věrčiných spolužaček odjela transportem Aa do Izbice také Rita Kopplová s rodinou.

### Lilka Hauschildová a Rutka Gutmannová
Velmi smutný byl osud Lilky Hauschildové – dívky z pražského sirotčince, jejíž doučování dostala Věra v listopadu 1941 na starosti. Lilka přišla v letech 1938 a 1939 nejprve o mladší sestřičku Gitu a později také o maminku. Zůstala pouze s tatínkem, babičkou a maminčinou sestrou. Tatínek byl úplně slepý. V lednu 1942 skončila také Lilčina rodina v Terezíně. Věrčina kamarádka zde zůstala až do října 1944, kdy byla deportovaná na smrt do Osvětimi-Březinky. V Terezíně žila v dívčím domově (heimu) L410. Jedna z dívek, se kterými se zde setkala, Maud Stecklmacherová z Prostějova, o Lilce roku 2005 napsala ve své knize „Co oheň nespálil“ toto: „V dívčím domově L410 mne zaujala dívka jménem Lilly. Hezká jako porcelánová panenka – světlá pleť, růžové tváře, velké zelené oči a zlaté kadeře. Měla chraplavý hlas. Neuměla moc dobře česky, protože pocházela ze Sudet. Ztratila maminku a veškerou svou pozornost soustředila na svého slepého tatínka. Několikrát denně za ním běhala do mužských kasáren, starala se, aby měl co jíst a pečovala o jeho zdraví a vůbec o všechno, co potřeboval. Neměla čas učit se s námi nebo se účastnit našich aktivit. Své starosti nám sdělovala lámanou češtinou a chraplavým hlasem. Já jsem Lilly znala jen krátkou dobu. V zimě 1942 opustila náš domov. Později byla poslána do Osvětimi. Doufám, že tyto řádky přinejmenším pomohou vzdát hold památce Lilly Hauschildové.“ V Terezíně strávila několik let také další kamarádka uvedená v deníku Věrky Kohnové – Ruth Gutmannová. Tato dívka s mimořádným výtvarným talentem žila v dívčím domově č. 28 a v Terezíně po sobě zanechala velké množství kreseb. Jednalo se o nejrůznější studie, fantazijní krajiny a návrhy scén pro divadelní představení. Stejně jako Lilka Hauschildová, také Rutka Gutmannová byla v říjnu 1944 deportována do Osvětimi-Březinky, kde zahynula. Před odjezdem napsala jedné ze svých kamarádek, Anně Flachové přezdívané Flaška, do památníku tento vzkaz: „Vzpomeň si někdy na Terezín a heim a nezlob se, jestli jsem tě někdy naštvala. Rútka (Plzeň, Bezovka 9), 5. října 1944.“

### Peklo jménem Izbica

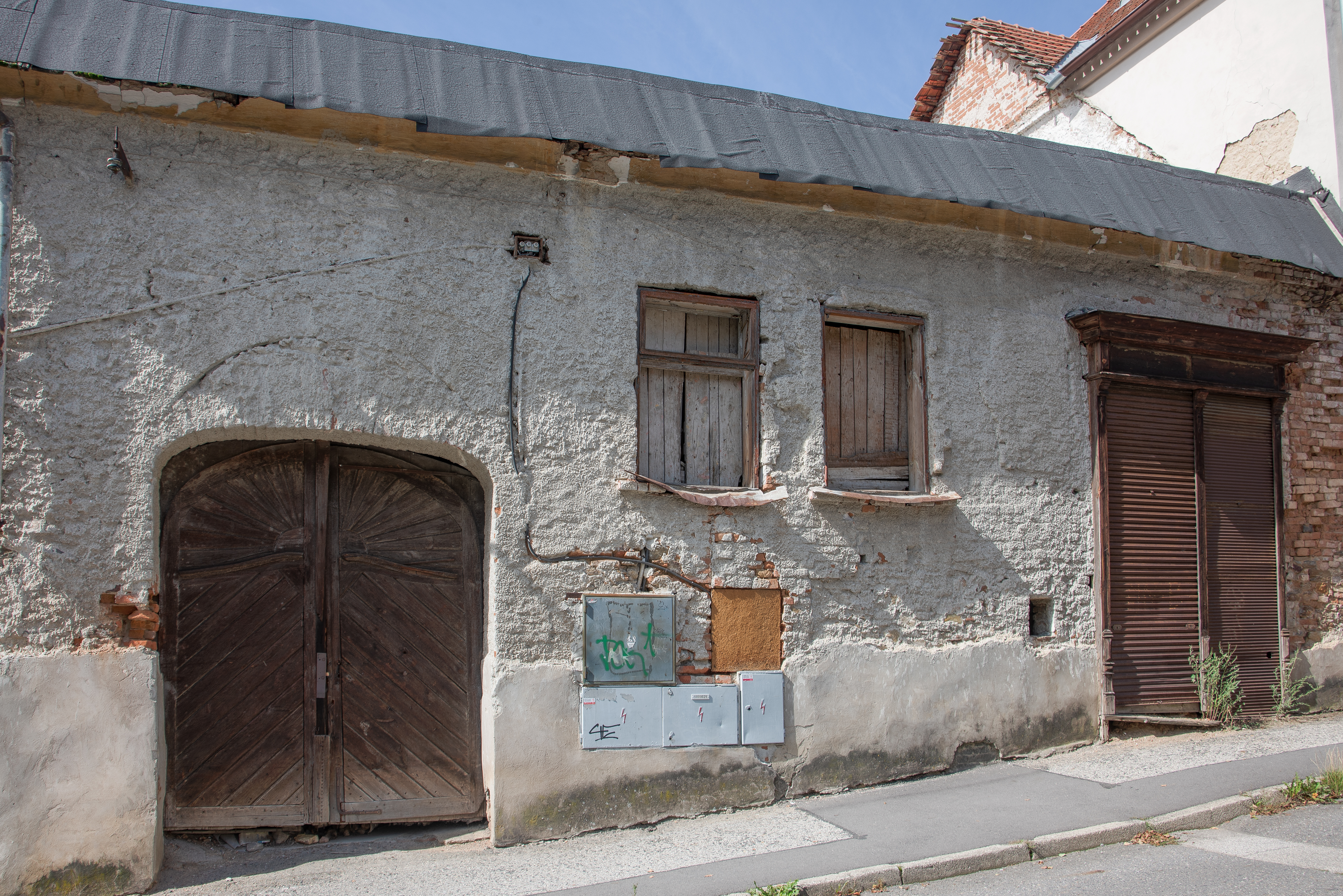
Současný stav domu Věrčina dědečka Mořice Kohna v ulici Ke Hradu v Týně nad Vltavou

Neexistuje žádná evidence o tom, jak bylo po příjezdu do Izbice s jednotlivými vězni z transportu „Aa“ naloženo. Je pouze známo, že sto padesát z deportovaných Židů bylo přijato za příslušníky nově vznikající židovské pořádkové policie v Izbici, tzv. Ordnungsdienstu. Hlavní moc v Izbici měli vojáci SS. Tábor Izbica fungoval jako průchozí, přestupní stanice do neblaze proslulých vyhlazovacích táborů v okolí. Před válkou se většina obyvatel městečka Izbica hlásila k židovské víře. Část těchto lidí byla krátce před příchodem prvních transportů z Terezína postřílena nebo odeslána do 66 km vzdáleného vyhlazovacího tábora v Belzeću. Uprázdněné domy zaplnili vězni deportovaní z Protektorátu a Říše. Ve městě zůstalo také původní katolické obyvatelstvo.
Trasa vlaku z Bohušovic nad Ohří do Izbice vedla přes Drážďany, Wroclaw a Poznaň. Každý z příchozích Čechů si z nádraží do nového domova přinášel svůj majetek sbalený do jediného kufru. V Izbici byli čeští vězni dokonale odříznuti od okolního světa. Údolí řeky Wieprz je obklopeno kopci, ze kterých měly stráže výborný přehled o dění v městečku. Čeští Židé žili v židovské čtvrti společně s těmi polskými Židy, kteří dosud nebyli odvezeni na smrt. Setkání českých a polských Židů představovalo pro obě strany kulturní šok. Zatímco lidé přicházející z Čech mluvili česky, polští židé používali jazyk jidiš. Domy po vysídlených obyvatelích Izbice byly staré a chatrné, stavěné převážně ze dřeva a hlíny a nacházely se v nich 1–2 místnosti. Pouze některé domy byly vybaveno postelemi, stoly nebo židlemi. Městečko bylo přeplněné, vše bylo špinavé a zamořené. V jedné místnosti mělo žít až třináct lidí. Rodiny, pro které již nebylo v domech místo, žily v zemljankách a zablácených chatrčích. Velkým problémem byly hygiena a chybějící toalety. Vězni si denně v Izbici hloubili provizorní latríny.
Zvyklosti a oblečení českých a německých Židů byly pro ortodoxní a konzervativní polské Židy nepochopitelné. V podstatě je za Židy ani nepovažovali. Nacisté navíc napětí mezi oběma skupinami přiživovali tím, že vězňům ze zahraničí dali funkce v místní židovské samosprávě a z mladých Čechů sestavili jednotku Ordnungsdienst, která měla udržovat pořádek v židovské čtvrti. Toto privilegované postavení vězňů ze zahraničí vyvolávalo u polských Židů nepřátelství. Zároveň existovalo vzájemné napětí mezi nově příchozím obyvatelstvem – českými a německými Židy. Nacistům se tak podařilo vytvořit v Izbici atmosféru, kdy zde všichni bojovali proti všem, a to s jediným cílem – přežít. Pro příchozí Čechy nebylo v Izbici jídlo a ani práce, která by umožnila na jídlo si vydělat. Až do května 1942 měli čeští vězni možnost psát příbuzným a známým do Protektorátu korespondenční lístky a dokonce i dopisy. Část dopisu směla být napsána v českém jazyce. Od počátku června 1942 již směli vězni na korespondenční lístek napsat pouze jednu jedinou větu v německém jazyce: „Wir sind gesund und es geht uns gut. Innigsten Dank für die Postsendungen“. Stále ale ještě mohli dostávat až dvoukilové balíčky s obsahem, o který si napsali. Také Melanie Kohnová napsala z Izbice svůj poslední lístek se vzpomínkou a díky Marii Kalivodové. Marie jí zaslala na zpáteční adresu balík s cukrem, solí a mákem, avšak odpověď již nikdy nedostala.

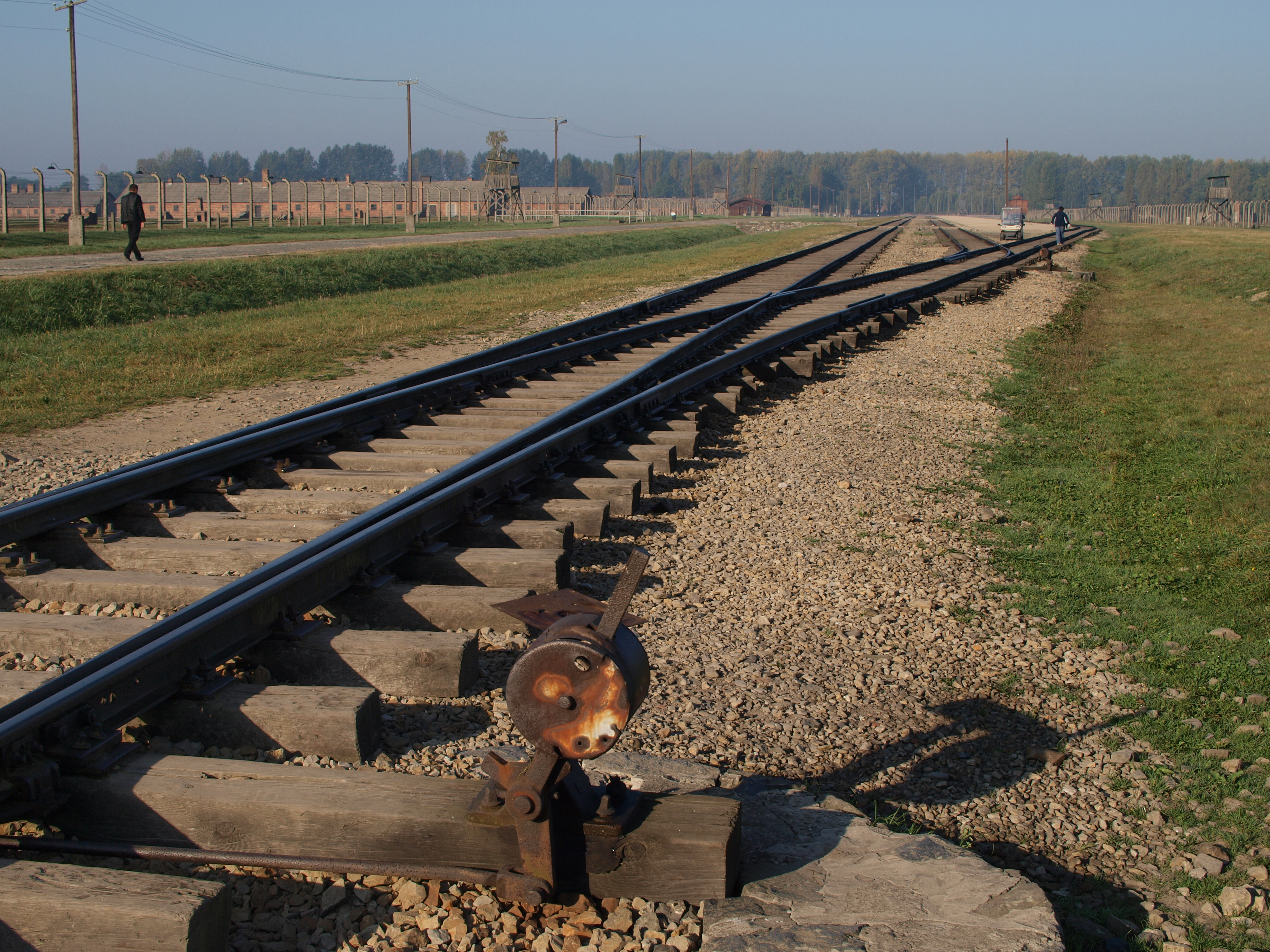
Bylo zcela na vůli nacistů, kam své oběti pošlou na smrt. Tato výhybka se nachází v bývalém táboře Osvětim-Březinka. Sestřenici Editu odvezl vlak z Terezína do varšavského ghetta. Věrka a většina příbuzných zahynula buď v ghettu Izbica nebo v některém z táborů v okolí – Majdanku, Belzeću či Sobibóru.

Pro české vězně byl jedinou nadějí na přežití zakázaný černý trh. Místní Poláci brzy pochopili, že od příchozích vězňů mohou získat výměnou za jídlo spoustu zajímavých věcí. Mohli nabídnout především brambory, chléb a mléko. Češi nabízeli nejen peníze a šperky, ale také mýdlo, léky, kosmetiku, žiletky, hudební nástroje nebo prádlo. Prostřednictvím vzájemně výhodného obchodu se rozvinuly mezi příchozími Čechy a Poláky relativně přátelské vztahy. Také mezi dětmi obou národností vznikala kamarádství. Naopak mezi Poláky a německými Židy se nepodařilo prolomit jazykovou bariéru, kvůli které nemohli tito vězni od Poláků očekávat stejnou pomoc, jakou dostávali Češi. Situace v Izbici byla přes dočasné výhody plynoucí z černého obchodu tragická. Všudypřítomný hlad denně zabil 20–30 lidí, především dětí, starých a nemocných. Častým jevem byly razie vojáků SS a jejich pomocníků v židovských domech. Těmto zátahům se polsky říkalo "lapanky" nebo "polowanie" a souvisely s "akcemi", tedy masovými deportacemi Židů do nedalekých vyhlazovacích táborů Belzeć, Sobibór a Majdanek. Ve dnech 24. března a 10. dubna 1942 proběhly dva masivní transporty do Belzeću, kterými odjelo na okamžitou smrt 4200 vězňů. Jiná velká "akce" proběhla 6. června 1942 a 19. října 1942 následoval největší transport pěti tisíc vězňů do Belzeću a do Sobibóru.
Mezi nedobrovolnými obyvateli Izbice se rychle rozšířila informace, že "akce" představují nikoliv transporty na práci, ale na smrt. Zoufalí Židé si proto budovali skrýše pro 2–3 osoby v chatrných stěnách místností, na střechách a mezi trámy krovů, hloubili si je v hliněných podlahách místností a sklepů, ukrývali se v zahradách, mezi stodolami, v keřích. A právě v tomto okamžiku přicházely na řadu hrozivé "lapanky". Zahajovali a vedli je tzv. černí, obyvatelé bývalého Sovětského svazu, především Ukrajinci, ale i Lotyši, Estonci a Rusové ve službách nacistů, oblečení do černých uniforem. Nejprve sledovali dění v Izbici z okolních návrší, poté vtrhli do městečka a začali jej pročesávat. "Černé" doprovázeli místní židovští policisté z řad Ordnungsdienst, příslušníci židovské stráže a naverbovaní katoličtí obyvatelé Izbice a okolních vsí. Slídili po celé Izbici, prohledávali dům po domu. Pravidelným jevem byly střelba, křik a pláč. Na "lapanky" dohlíželi příslušníci SS. Osud dopadených byl vždy stejný – byli zastřeleni, odvedeni na železniční stanici do vagonů směřujících do vyhlazovacích táborů, případně byli nahnáni na místní židovský hřbitov, a zde postříleni. Jeden z očitých svědků později popsal svůj hrůzný zážitek z rána 24. března 1942: „…Naše ospalé město bylo probuzeno výstřely. Shromažďování. Vystrašení Židé se rychle oblékali, běhali a ukrývali. Na kopcích obklopujících Izbicu se začaly objevovat siluety ozbrojených vojáků. Celá oblast byla obklíčena. Tlupy ukrajinských kolaborantů vtrhly do židovských domovů. Brali každého Žida, na kterého narazili – děti, staré lidi, ženy, a dokonce i mrzáky…“
Začátkem podzimu tajně navštívil Izbicu v přestrojení za ukrajinského "černého" kurýr polského podzemního státu Jan Karski. Z toho, co zažil v Izbici, byl v šoku. Později své dojmy popsal: "Míjeli jsme starého muže. Seděl nahý na zemi a rytmicky se houpal dopředu a dozadu. Jeho oči planuly a oční víčka bez přestání mrkala. Nikdo si jej nevšímal. Vedle něho leželo dítě v hadrech. Mělo křeče. V hrůze jsem zíral kolem sebe. Dav se pohyboval v jakémsi šíleném rytmu. Křičeli, mávali rukama, hádali se a kleli. Pravděpodobně věděli, že brzy půjdou do neznáma a strach s hladem a žízní posilovali pocit nejistoty a zvířecí úzkosti." Poté, co Izbici opustil, řekl si Jan Karski u přítele z odboje o vodku a prospal jeden a půl dne. Jedenadvacet dalších dní putoval přes Německo, Belgii, Francii a Španělsko do Gibraltaru a dále do Velké Británie. Zde předal polské exilové vládě mimo jiné šokující výpověď o tom, co zažil v Izbici.
Koncem října a počátkem listopadu 1942 se osudy naprosté většiny Čechů transportovaných počátkem roku do Izbice uzavřely. Do městečka v říjnu dorazil transport asi deseti tisíc Židů z likvidovaného ghetta v Zamości, přičemž se Izbica změnila v jedno velké lidské mraveniště. Následně byla Němci pro Židy obývající Izbici vyhlášena tzv. kontribuce. Nikdo si v daných podmínkách nedovedl představit, co si pod tímto pojmem představit. Vězni byli nahnáni na centrální náměstí, kde byly postaveny kádě. Do nich měli Židé vhodit všechny cennosti, které jim ještě zbyly – peníze, šperky a zlato. Měli slíbeno, že za peníze, zlato a šperky pro ně budou v Lublinu postaveny domy, do nichž budou přestěhováni. Počátkem listopadu dorazilo do Izbice komando SS. Vězni dostali příkaz sbalit okamžitě věci k transportu. Na nádraží byly přistaveny vlaky. Jejich cílem byly vyhlazovací tábory Belžec, Sobibór a Majdanek. Kdo se do vagónů nevešel, byl odveden k místnímu židovskému hřbitovu, kde byly vyhloubeny masové hroby. Děti byly za velkého křiku a pláče odděleny od dospělých. Dlouhou dobu bylo pak ze hřbitova slyšet střelbu. Od té doby až do osvobození byla již Izbica považována za „Judenrein“, tedy zbavenou Židů. V průběhu následujícího roku byli v Izbici a jejím okolí ještě dopadeni jednotliví Židé, kterým se zázračně podařilo přežít v úkrytech všechny „akce“ z roku 1942. Z celkem 1001 deportovaných v březnu 1942 transportem „Aa“ bylo zavražděno 993. Který z uvedených osudů potkal rodinu Kohnových, není možné zjistit. Jisté však je, že se po skončení války nikdo z nich domů nevrátil.

### Osudy příbuzných z Týna nad Vltavou
Podobně smutný osud potkal také Věrčina dědečka Mořice Kohna (1863–1942), žijícího v Týně nad Vltavou, a většinu sourozenců Věrčina otce. Otakar Kohn totiž pocházel z celkem šesti dětí. Kromě bratra Rudolfa měl sourozence Kamilu (1890–1948), Josefa (1892–1942), Maxe (1896–1942) a Viktora (1897–1915). Dědeček Mořic Kohn byl společně se svými dvěma syny – Josefem a Maxem – 18. dubna 1942 z Českých Budějovic deportován do Terezína. Spolu s Maxem opouštěla domov také jeho manželka Marta a devítiletý syn Jirka. Josef a Max s rodinou byli již 27. dubna 1942 deportováni do Izbice. Všichni zahynuli ve vyhlazovacím táboře Majdanek. Věrčin dědeček Mořic Kohn byl 15. října 1942 deportován z Terezína do Treblinky, kde také zahynul. Kamila Kohnová se provdala za vrchního komisaře živnostenského inspektorátu v Liberci, Ing. Lea Vodičku. Tento rodák ze Svatkovic u Bernartic byl, stejně jako sourozenci Kohnovi, aktivně činný v českožidovském hnutí. V září 1942 byli Kamila a Leo deportováni z Prahy do Terezína. Zatímco Kamila se v Terezíně dočkala osvobození, Leo nastoupil v říjnu 1944 transport do Osvětimi. Během cesty zahynul. Kamila si v říjnu 1948 vzala dobrovolně život. Ve svém pražském bytě se otrávila svítiplynem. Pohřbena byla na židovském hřbitově v Neznášově, kde je možné najít také hrob jednoho z jejích bratrů – Viktora Kohna. Ten byl chovancem Zemského ústavu pro choromyslné v Opařanech a zemřel již v roce 1915 na Crohnovu nemoc. Na hřbitově v Neznášově najdeme navíc hroby Věrčina pradědečka Izáka Kohna a prababičky Marie. Z Týna nad Vltavou bylo roku 1942 deportováno celkem jedenáct židovských rodin, mezi nimi i rodina pozdějšího režiséra Alfréda Radoka.

## Svědectví deníku

### Škola a volný čas

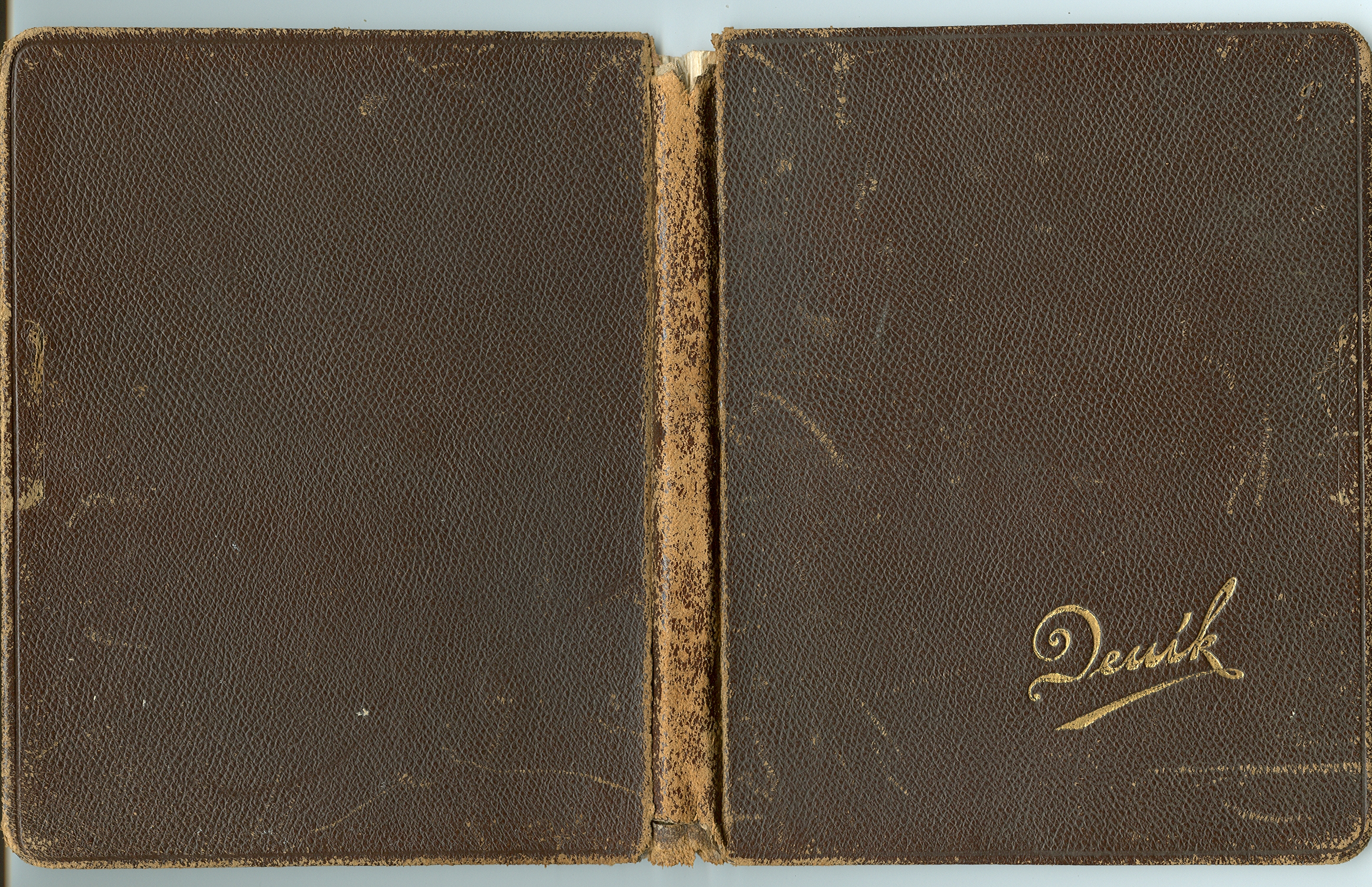
Desky Věrčina deníčku

Deníček, který si dvanáctiletá Věra Kohnová psala od konce srpna 1941 do poloviny ledna 1942, podává výmluvné svědectvím o vrcholící diskriminaci Židů v Plzni. Devadesát stránek popsaných úhledným písmem je vázáno v kožených deskách. Desky jsou nadepsány pozlacenými písmeny: „Deník“. Věra se politikou nezabývala. Realitu brala tak trochu jako dobrodružství. Deníku svěřovala své každodenní pocity, řešila vztahy s kamarádkami, zajímavé kluky, hry a školu. Většinu času trávila mimo domov. Bohužel, v roce 1941 již měla Věra velice omezený prostor pro své bezstarostné hry. Počátkem školního roku 1941/1942 zmiňuje Věra v deníku společné výpravy se spolužáky na „rybník“. Pokud to šlo, jezdila Věra na rybník na kole, protože byl z centra města poměrně z ruky. Na podzim 1941 ale již snaha vyplnit dětem zábavným způsobem volný čas ztroskotala, a nakonec se nedařilo organizovat ani vyučování.

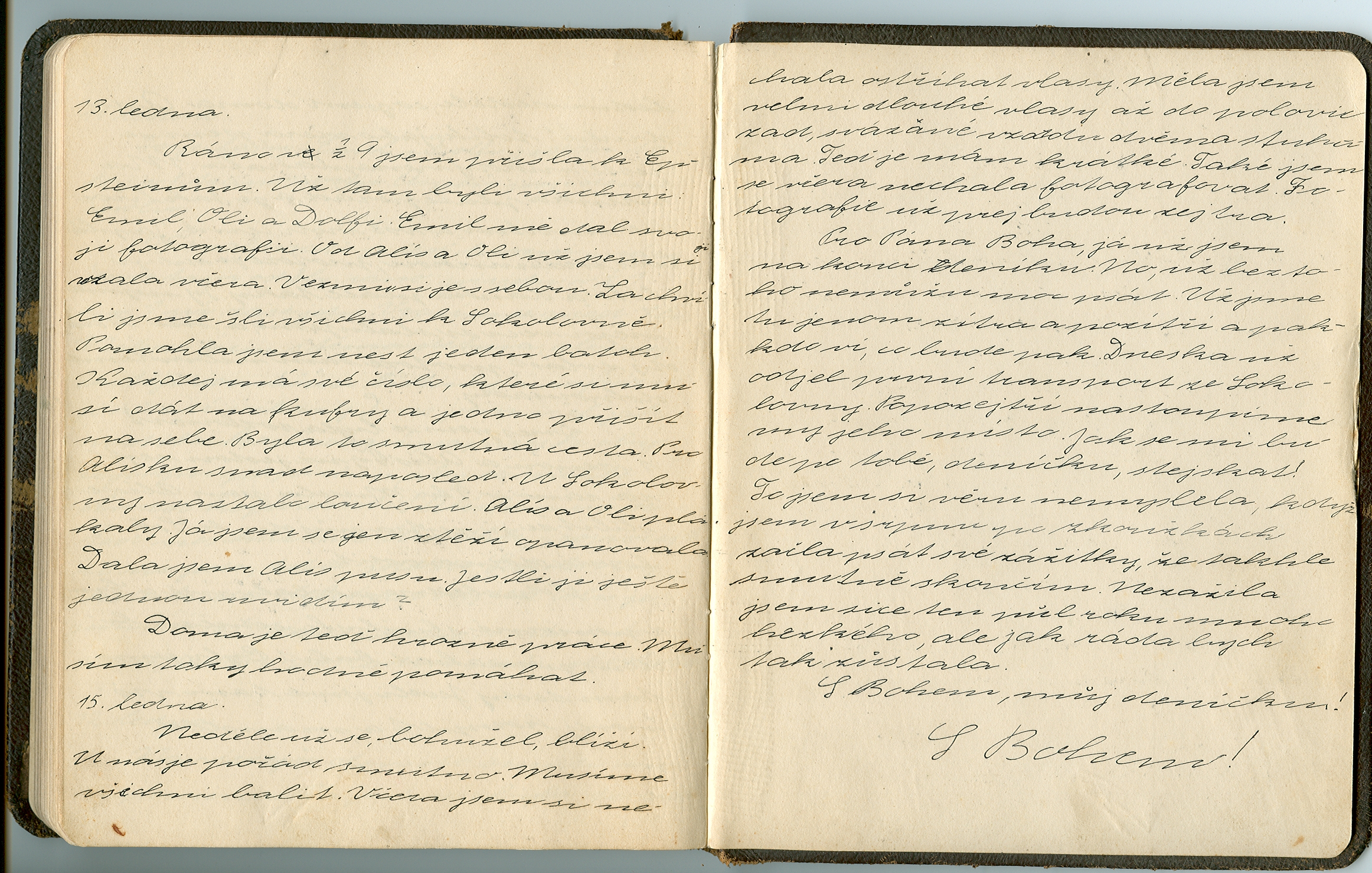
Poslední dvoustránka deníku se slovy rozloučení

Místo váznoucí výuky trávily děti stále více času na rabinátě ve Smetanových sadech č. p. 80/5. Staly se nástrojem při organizaci opatření proti nim samotným. V září pomáhaly při distribuci židovských žlutých „odznaků“ a výrazně se podílely také při registraci místních Židů před transporty. Buď přímo po Plzni roznášely „lístky“ a na kolech je rozvážely do okolních vesnic, nebo pomáhaly při hlídání dětí na rabinátě. Mnohdy při tom samy hodně zlobily. Židé, které děti navštívily při roznášení lístků, se chovali různě – někteří je nevrle odbyli, jiní je v rámci možností bohatě pohostili.
Děti si i ve ztížených podmínkách dokázaly najít čas na zábavu. V hezkých dnech léta a podzimu 1941 si chodila Věra s kamarádkami a kamarády hrát na Hanákojc louku – volnou zelenou plochu mezi dnešními ulicemi Radčickou a Karlovarskou. Bývalo tu plno dětí, hrály si různé společenské hry, jezdily na kolech a běhaly. Chodily sem i dámy venčit své psy, a pokud na ně židovské děti narazily, škemraly, zda by se nemohly se psy proběhnout – Židé v té době již neměli dovoleno chovat domácí zvířata. Jindy, když nebylo počasí na velké výlety, brouzdala Věra s kamarádkami po centru Plzně a prohledávala průjezdy starých domů. Když nebylo možné kvůli počasí vystrčit nos z domu, zůstala Věra s děvčaty doma a hrály různé společenské hry. Například „foukandu“. Tu hráli tak, že se na stůl položil lehký míček a do toho každý foukal a snažil se dát gól. Jindy si vyráběli peníze pro hru „business“, tvořili různé loutky nebo hráli hru „monopoly“.

### Věrčini kamarádi

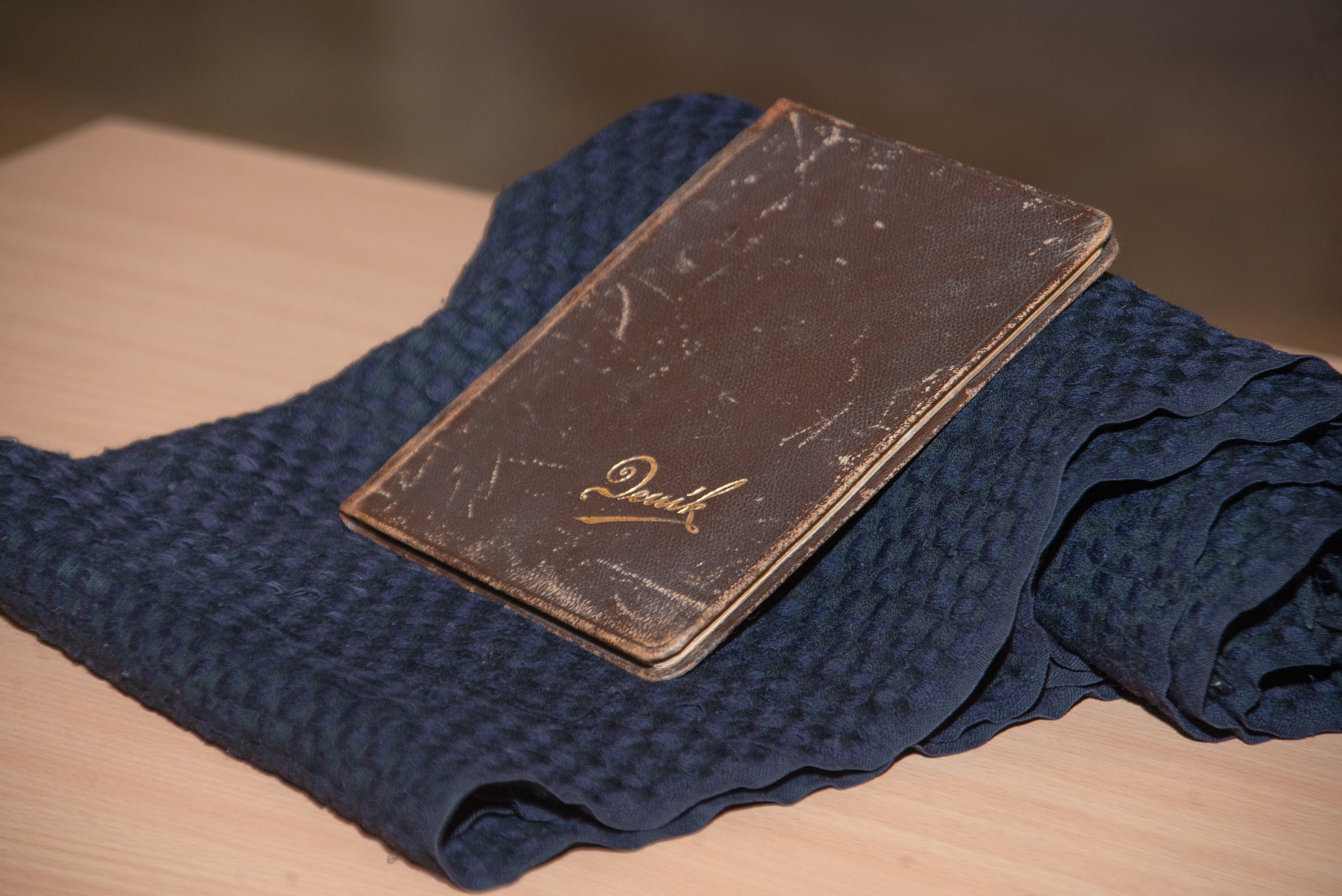
Deník Věrky Kohnové při vystavení v Maiselově synagoze v Praze 20. dubna 2023

Věra zmiňuje ve svém deníčku jména třiceti kamarádů a kamarádek, se kterými v letech 1940–1941 navštěvovala soukromé vyučování. Nejblíže měla kromě sestřenice Edity Kohnové nejspíš k Ireně Welkerové, Alici Epsteinové, Evě Löwyové, Hance Löwidtové, Ritě Kopplové, Aleně Šulcové, Jirkovi Brunnerovi a Egonu Popperovi, se kterými byla ve škole organizována v kroužku. Alice Epsteinová – Aliska – bydlela v Sedláčkově ulici a od roku 1940 žila pouze s matkou. Její otec Arnold Epstein byl zatčen gestapem a zahynul v únoru 1942 v koncentračním táboře Mauthausen. Stejný osud přitom čekal také tři Aliciny strýce, Viléma a Gustava Epsteinovy a Zikmunda Lederera. Mezi Věrčinými kamarády je v deníku zmiňován také Hanuš Treichlinger. Tento úplný sirotek byl o pět měsíců starší než Věra a naposledy žil také v Sedláčkově ulici. Honzík se proslavil později v Terezíně jako flašinetář Brundibár ve stejnojmenné dětské opeře. Zahynul v Osvětimi na konci roku 1944. Zmínku zasluhují i další kamarádi a kamarádky Věry Kohnové, jmenovaní v deníku: Margit Becková (1928–1942), Kurt Eckstein zvaný Eke (1928–1942), Honza Goldscheider (1928–1945), Petr Gutfreund zvaný Bobík (1928–1943), Rutka Gutmannová (1930–1944), Lily Hausschildová (1929–1944), Dolfi Immergut (1928–1942), Honza Immergut (1930–1942), Fréda Kohn (1929–1942), Mia Lengsfeldová (1930–1942), Harry Neugröschl zvaný Harrýk (1928–1942), Eva Picková (1930–1942), Honza Poláček (1923–1942), Vláďa Polák (1922–1942), Pepík Sabat (1927–1942), Jindra Weiss (1927–1942), Emil Zunterstein (1928–1942) a Olga Zuntersteinová (1929–1942).
Bližší informace o jednotlivých kamarádech a učitelích podávají odkazy v kapitole Reference. Ze všech jmenovaných je známa pouze podoba učitelů Josefa Šmolky, Hanuše Adela, Arnošta Ehrlicha a Karla Körpera, podnájemníka Františka Steinera a kamarádů  Kurta Ecksteina, Alice Epsteinové, Honzy Goldscheidera, Petra Gutfreunda, Rutky Gutmannové, Dolfiho Immerguta, Honzy Immerguta, Honzy Poláčka, Egona Poppera a Hanuše Treichlingera. Věrku již na konci prázdnin 1941 viditelně zajímali kluci. Nejvíce byla zamilována do Emila Zuntersteina, který – alespoň podle zápisů ve Věrčině deníku – její city opětoval. Mezi další Věrčiny idoly patřili Harry Neugröschl, Honza Goldscheider a Dolfi Immergut. Eda byla zakoukána – stejně jako všechna děvčata – do třídního učitele Pepíka Šmolky a z kluků se jí líbil hlavně Honza Goldscheider. Od konce září 1941 měla Věra nový objev – podnájemníka, patnáctiletého Jirku Stránského. Idolem některých děvčat byl již zmíněný učitel Arna Ehrlich.
Z kamarádů jmenovaných v deníku přežila pouze Hanka Löwidtová, která zemřela roku 2020 v Londýně. Z učitelů, které Věra jmenuje v deníku, přežil jen Arna Ehrlich, který zemřel roku 2014 v USA. Během návratu z koncentračních táborů se bývalá žačka Hanka Löwidtová a bývalý učitel Arna Ehrlich náhodou setkali v polských Katowicích. V dalších dnech si na cestě do vlasti byli vzájemnou oporou, dělili se o jednu matraci, na které společně spali, a o jídlo.

### Rodina a tradice

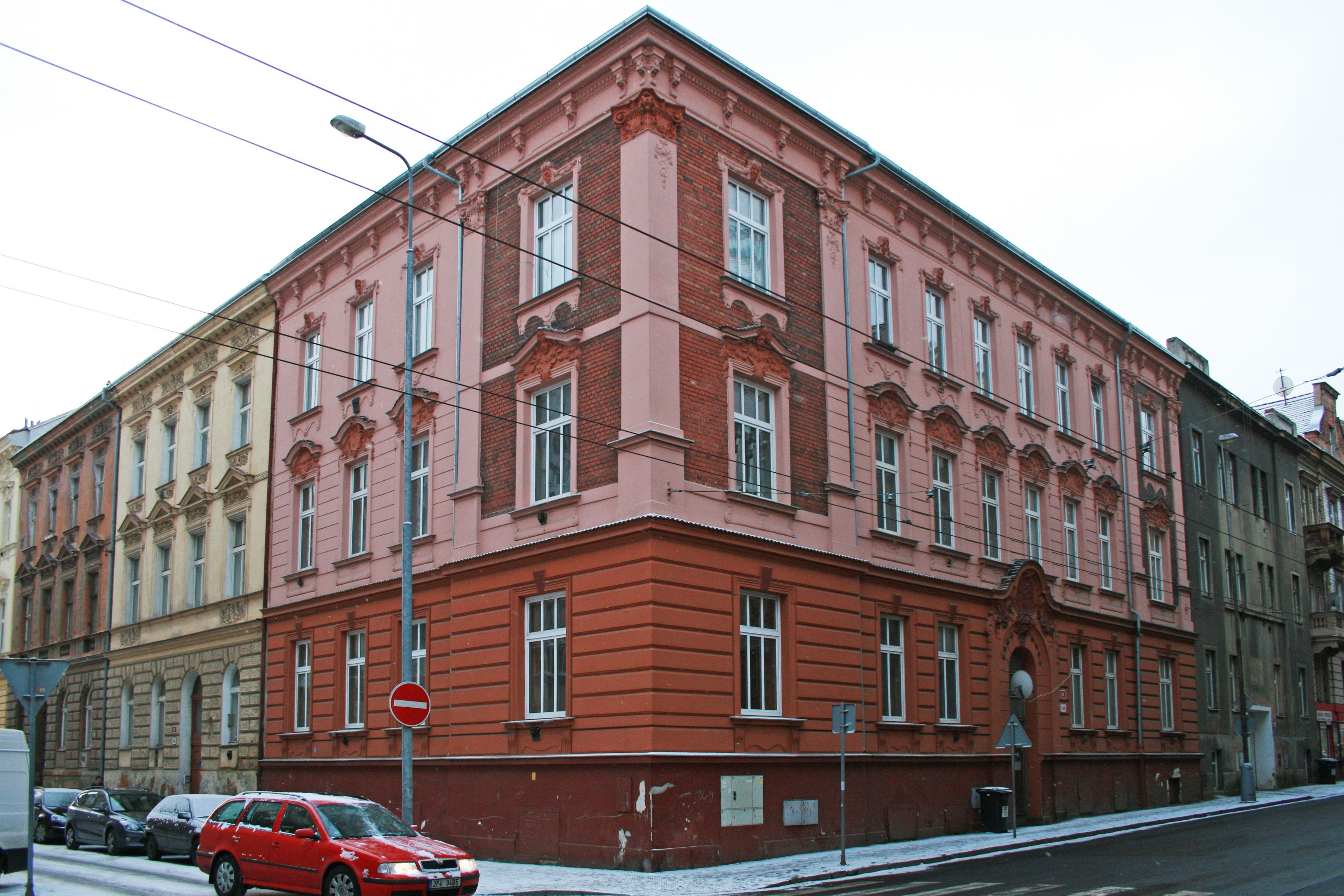
Dům v plzeňské Koperníkově ulici č. 1146/43, kde od roku 1936 do roku 1942 bydlela rodina Věry Kohnové.

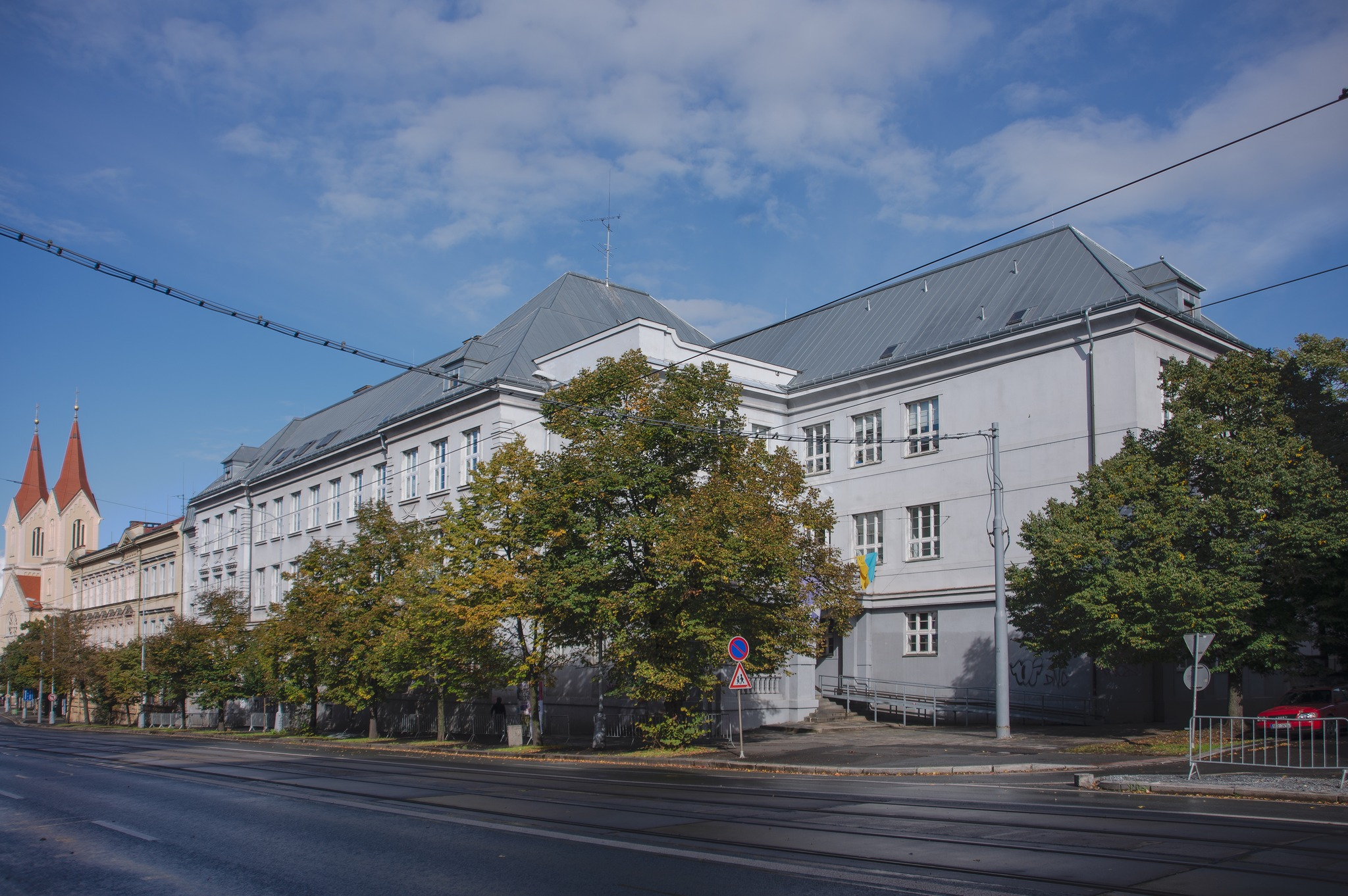
Bývalá budova Masarykova čsl. státního reálného gymnasia v Plzni na Klatovské třídě

Nový podnájemník a kamarád Jirka Stránský byl jen o tři roky starší než Věrka. Se Steinerovými se paní Melanie Kohnová občas nepohodla, s rodinou Stránských si nejspíš rozuměla o něco více. Z deníku je patrné, že přestože se Kohnovi pravděpodobně počítali mezi sekularizované české Židy, byli věřící rodinou. Chodili do plzeňské synagogy a dodržovali židovské svátky. Věra říkala synagoze prostě „kostel“. Není jisté, zda ještě byla funkční Velká synagoga na Klatovské třídě, nebo zda Židé využívali pouze malou synagogu ve dvoře židovské obce ve Smetanových sadech. Ve Věrčině deníku je zaznamenáno, že 23. září 1941 byla rodina v synagoze při příležitosti oslavy svátku židovského nového roku Roš Ha-Šana a strýci Rudolfovi se zde udělalo nevolno. Některé židovské rodiny přijaly za své i vánoční svátky s vánočním stromkem. Mezi takové rodiny patřila například rodina Hanky Löwyové, spolužačky a kamarádky Věrčiny starší sestry Hanky Kohnové. Věra však ve svém deníku vánoční stromeček nezmiňuje. Víme pouze, že 25. prosince přišli za Věrou na návštěvu kamarádi a matka je obdarovala kakaem a vánočkou. Na sklonku roku 1941 se v rodině židovské dívky sem tam odehrál nějaký malý zázrak. V době, kdy Židé byli bez uvedení důvodu vypovídáni ze zaměstnání a končili jako námezdní síly při odklízení sněhu, otec si stále držel práci soukromého úředníka ve firmě Gustav Teller.
V prosinci 1941 se v rodině odehrály dvě velké události – v první řadě dostala osmnáctiletá sestra Hanka povolení jezdit vlakem a byla zaměstnána v továrně v Horní Bříze. Dne 4. prosince si Věra do svého deníčku poznamenala další zážitek: „Dnes v půl 3 jsem šla s maminkou a s Hankou na svatbu mýho bratrance. Svatba byla v evangelickým kostele (bratranec je totiž pokřtěnej). Těšila jsem se, že bude ňáká hostina a ono nic.“ Svatba, kterou Věra popisuje, se odehrála v Korandově sboru Českobratrské církve evangelické na Anglickém nábřeží č. p. 2142/13 v Plzni. Ženichem, kterého Věra označuje za svého bratrance, byl bývalý plzeňský soudce JUDr. Josef Hoffe. Téměř šestatřicetiletý právník, který se ženil s šestadvacetiletou Marií Hermanovou ze Spáleného Poříčí, nebyl ve skutečnosti Věrčiným bratrancem – těmi byli jejich pradědečkové. Přestože se Josef i Marie nechali pokřtít a sňatek měli v českobratrském kostele, úřady neoklamali. Počátkem ledna 1942 byl jejich sňatek zveřejněn v pražských novinách „Jüdisches Nachrichtenblatt – Židovské listy“ a 18. ledna byli oba novomanželé deportováni prvním plzeňským transportem „R“ do Terezína. 11. března 1942 se připojili v transportu Aa k rodině Věrky Kohnové a odjeli s nimi na smrt do polského ghetta Izbica.

### Skautská stopa v deníku
Neexistuje žádný důkaz o tom, že by Věra, Edita nebo Hanka Kohnovy byly před německou okupací členkami nějakého spolku nebo organizace. Mnozí z těch, jejichž jména Věra Kohnová v deníku uvádí, byli ale významnými členy a činovníky plzeňských skautských oddílů. Zde si zaslouží zmínku především Věrčin učitel Hanuš Adel, bývalý majitel plzeňského obchodu se sportovní výbavou. Do příchodu nacistů byl vůdcem junáckého 8. oddílu Plzeň, ve kterém začínala svou skautskou dráhu celá řada židovských chlapců. Mezi ně patřil i Pepík Šmolka, Věrčin třídní učitel a před okupací významný činovník plzeňského 2. oddílu „Stopa" Plzeň“. Vedle Josefa Šmolky byli významnými členy oddílu „Stopa“ také František Steiner, jehož rodina se do bytu Kohnových přistěhovala ve druhé polovině roku 1941, nebo František Löwidt, bratr Věrčiny kamarádky Hanky Löwidtové. Také Věrčin učitel Arna Ehrlich byl velmi ovlivněn skautskými myšlenkami. Uplatňoval je později v Terezíně, jako oblíbený vychovatel v pověstném chlapeckém domově L 417 (zvaném také „devítka“). Jeho svěřenci se na svém pokoji č. 9 snažili žít po vzoru Foglarových Hochů od Bobří řeky a ti, kteří přežili, pociťovali k Ehrlichovi do smrti vděk za záchranu. Za své zásluhy obdržel roku 1947 od prezidenta dr. Edvarda Beneše Československý válečný kříž 1939. Arna Ehrlich byl původně studentem Masarykova státního československého reálného gymnasia v Plzni, kam chodila také Věrčina sestra Hanka Kohnová. Školu nemohl dokončit a odmaturoval proto dálkově na Židovském gymnáziu v Brně. I další skauti židovského původu studovali na Masarykově reálném gymnáziu v Plzni. Například Karel Hebak, aktivní člen plzeňského 8. oddílu a oddílu "Stopa" byl spolužákem Hany Kohnové.

### Nely Adlerová a František Steiner

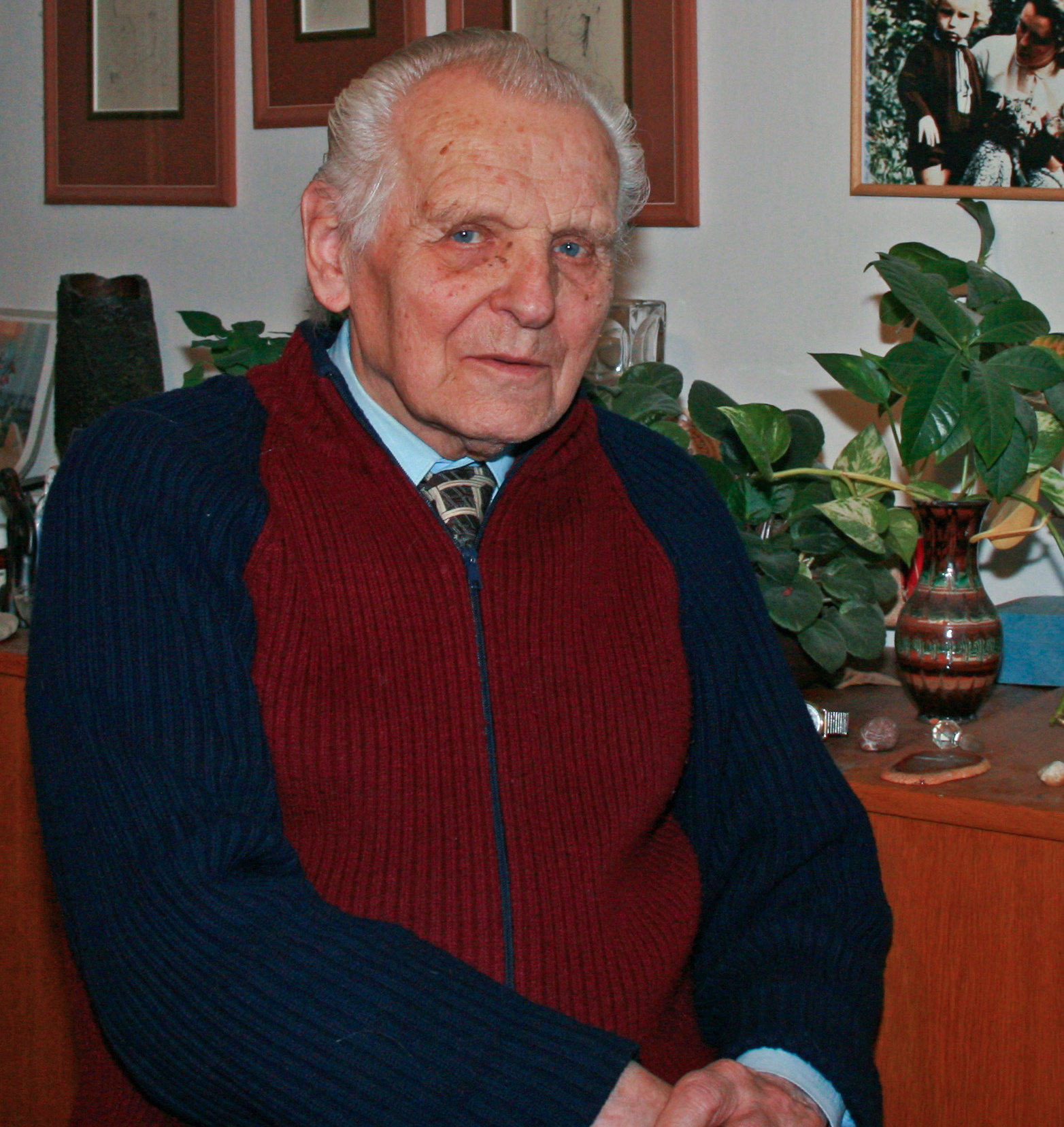
Kněz Miroslav Matouš (1921–2021) ve svém bytě v roce 2013

Slečna Nely Adlerová, o které se Věrka v deníku zmiňuje jako o své učitelce, také studovala na Masarykově státním čsl. reálném gymnasiu v Plzni. Do školy chodila sedm let. Do maturitního ročníku – oktávy – však již v září 1939 nenastoupila. Jedním z jejích spolužáků byl neurochirurg Prof. MUDr. Vladimír Beneš, DrSc. (1921–2021). Ten o mnoho desetiletí později na Nely vzpomínal: „Samozřejmě jsme měli maturitní tablo. Na tradiční fotografii bylo osmadvacet studentů. Chyběla tu devětadvacátá Nely Adlerová, Židovka s černými vlasy. Do oktávy nepřišla. Dnes se stydím, že jsme se nikdo nezeptal, kde je a co dělá. Neměli jsme tenkrát představu, kam až fašistický antisemitismus dojde. Když byla zrestaurována jména zavražděných Židů v Pinkasově synagoze, šel jsem se tam podívat: bílá stěna zaplněná jmény s červeným začátečním písmenem, ostatní písmena černá. Šokující dojem! Pak jsem zabodl oči do prvního jména. Adlerová Nely, Plzeň. Je těžké popsat můj dojem. Bylo mi, jako bych v noci viděl padající hvězdu a v úžasu nestačil vyslovit přání. Nevím, zda to přirovnání je patřičné. Nemohl jsem si nic přát, viděl jsem Nely sedící jako vždy v první lavici u katedry. Místo jejích černých vlasů tu dnes jsou černá písmena… Nely byla usmrcena v Osvětimi se svými rodiči.“ Dalším spolužákem Nely Adlerové byl také dříve zmíněný František Steiner. I na něho ve svých memoárech prof. Vladimír Beneš zavzpomínal: „Jméno druhého Žida z naší třídy, který se usmívá na maturitní fotografii, Franty Steinera, jsem našel podle abecedy snadno v hlavním sále. Na třídní schůzce jsem se dozvěděl, že Franta odmítl opustit své rodiče ve smutném průvodu k plynovým komorám, když byl esesákem vyzván, aby jako mladý silný muž vystoupil. Franta odmítl a pokračoval s mámou a tátou vstříc jisté smrti. Náš kamarád Franta zemřel jako hrdina.“

### Před transportem do Terezína
V lednu 1942 se z Věrčina deníčku vytratila dětská bezstarostnost. O tom, že během několika týdnů pojedou všichni plzeňští Židé do Terezína, se dozvěděla na rabinátě na Tři krále, 6. ledna 1942. Poté chodila Věra stále častěji do Sokolovny, kde probíhaly registrace před transporty. Dozvěděla se, že v Sokolovně bude bydlet tři dny před transportem. Prvním transportem odjely 18. ledna 1942 dvě Věrčiny kamarádky – Alice Epsteinová, jež pak byla 13. června 1942 z Terezína odvezena transportem AAi na smrt na neznámé místo (pravděpodobně do Sobibóru), a Irena Welkerová, která zemřela v říjnu 1944 v Osvětimi. Věrka Kohnová, Emil a Olga Zuntersteinovi a Dolfi Immergut je v úterý 13. ledna doprovodili k Sokolovně. Do deníčku si Věra toho dne napsala:
„13. ledna. Ráno v 1/2 9 jsem přišla k Epsteinům. Už tam byli všichni: Emil, Oli a Dolfi. Emil mně dal svoji fotografii. Od Alis a Oli už jsem si vzala včera. Vezmu si je s sebou. Za chvíli jsme šli všichni k Sokolovně, Pomohla jsem nést jeden batoh. Každej má své číslo, které si musí dát na kufry a jedno přišít na sebe. Byla to smutná cesta. Pro Alisku snad naposled. U Sokolovny nastalo loučení. Alis a Oli plakaly. Já jsem se jen stěží opanovala. Dala jsem Alis pusu. Jestli ji ještě jednou uvidím?“
Z deníku je najednou cítit smutek. Matka i Hanka plakaly a na Věrku vše dolehlo. Ve středu 14. ledna si nechala Věra ostříhat vlasy. Mívala vlasy do půli zad, vzadu svázané dvěma stužkami. Téhož dne se nechala vyfotografovat pro známé a fotky si vyzvedla v pátek 16. ledna. Tato fotografie se nedochovala. Mezi tím, ve čtvrtek 15. ledna dopsala Věra do poslední stránky svůj deník. Nový již nezačala psát:
„15. ledna. Neděle už se, bohužel, blíží. U nás je pořád smutno. Musíme všichni balit... Pro Pána Boha, já už jsem na konci deníku. No, už bez toho nemůžu moc psát. Už jsme tu jenom zítra a pozítří, a pak, kdo ví, co bude pak. Dneska už odjel první transport ze Sokolovny. Popozejtří nastoupíme my jeho místo. Jak se mi bude po tobě, deníčku, stejskat. To jsem si, věru, nemyslela, když jsem v srpnu po zkouškách začala psát své zážitky, že takhle smutně skončím. Nezažila jsem sice ten půl roku mnoho hezkého, ale jak ráda bych tak zůstala. S Bohem, můj deníčku! S Bohem!“

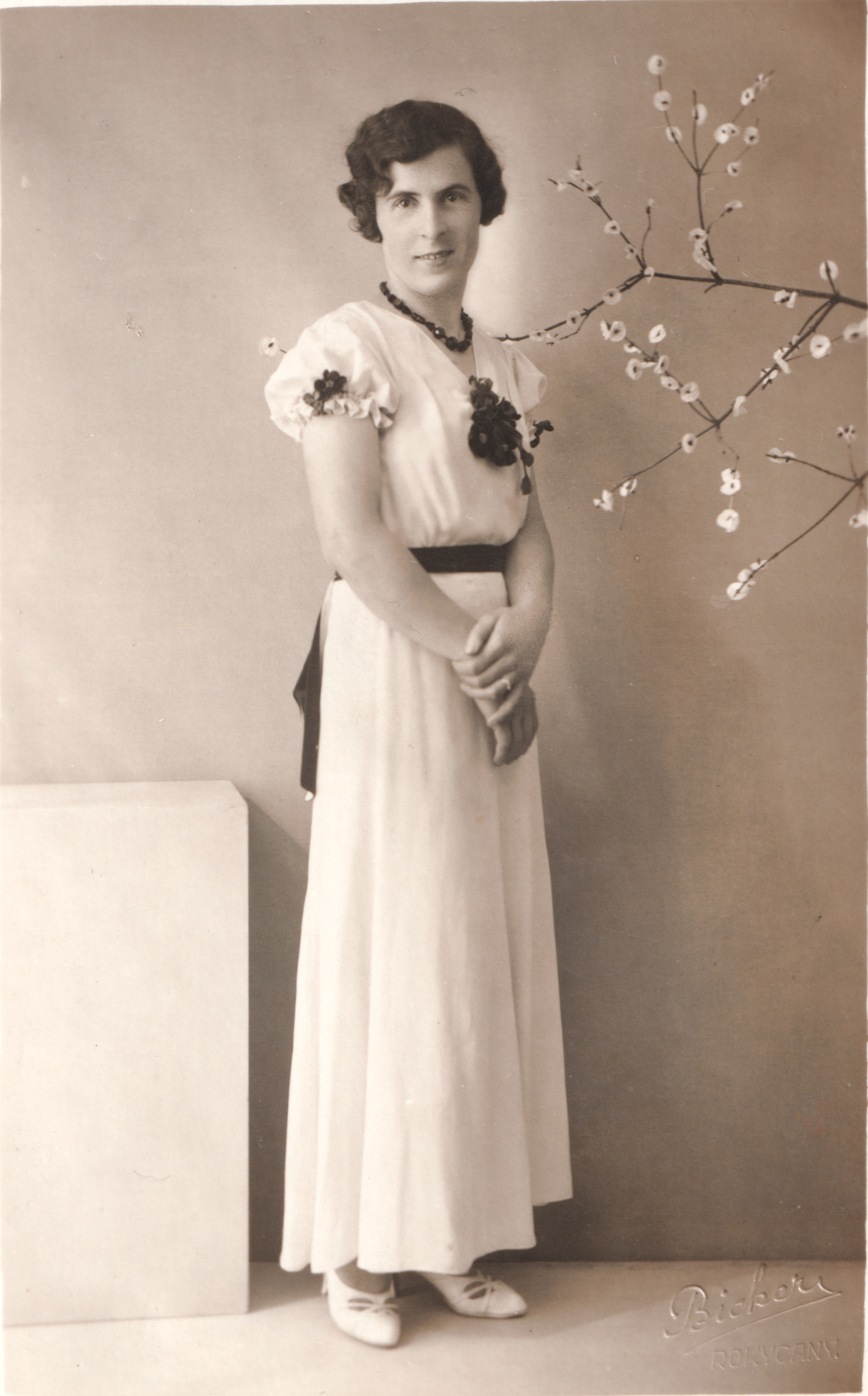
Marie Kalivodová ukrývala Věrčin deník po celou dobu německé okupace a v šedesátých letech jej předala knězi Miroslavu Matoušovi

## Osudy deníku
Marie Kalivodová ukrývala Věrčin deník po celý zbytek války a okupace. Protože nemohla mít vlastní děti, adoptovala v roce 1949 svou neteř Janičku. Právě Jana je první objevitelkou deníku Věry Kohnové. Když dospěla do věku, ve kterém kdysi byla pisatelka Věra, našla Jana v knihovně Marie Kalivodové záhadný deníček psaný neznámou dívkou. Starosti pisatelky byly Janě velmi blízké a sympatické. K deníku se proto ráda vracela. V dubnu 1968 přišel do Dobříva šestačtyřicetiletý kněz Jednoty bratrské Miroslav Matouš. Přestože bydlel v Praze a každý týden odsud dojížděl, pravidelně docházel do místních bratrských rodin. Marie Kalivodová k němu pojala velkou důvěru a svěřila mu deník, který před čtvrt stoletím dostala od nešťastné rodiny Kohnovy z plzeňské Koperníkovy ulice. Snad neměla zájem, aby deník nadále jitřil v rodině bolestné vzpomínky na minulost. V roce 2006 se Miroslav Matouš rozhodl za pomoci Jany Šplíchalové ze Židovského muzea v Praze a nakladatele Zdeňka Susy ze Středokluk deník publikovat. Toto vydání deníku má prostou obálku s dětským ztvárněním židovské hvězdy a kolejí, po kterých musela Věrka odjet z Plzně do koncentračního tábora. Miroslav Matouš deník odevzdal tam, kam dnes patří – do Židovského muzea v Praze. V letech 2012–2014 publikoval historik Jiří Sankot příběh Věry Kohnové na didaktickém portálu Moderní dějiny, v knize Příběhy plzeňských domů II. a v časopise Živá historie. V roce 2015 se tehdejší studentka třetího ročníku Fakulty umění a designu Ladislava Sutnara při Západočeské univerzitě v Plzni a  současná ilustrátorka dětských knih Kamila Pokorná rozhodla zpracovat příběh Věry Kohnové jako svou ročníkovou práci. Za mimořádně povedenou dětskou knihu Věra Kohnová č. 519 získala ve III. ročníku soutěže Jom ha-šoa pořádané Institutem Terezínské iniciativy zvláštní ocenění. V úterý 3. září 2019 pak byly do chodníku před domem v plzeňské Koperníkově ulici, kde žila do roku 1941 rodina Věry Kohnové, zasazeny čtyři Kameny zmizelých, tzv. Stolpersteine. Každý z těchto kamenů je opatřen jménem jednoho člena rodiny Kohnových. 

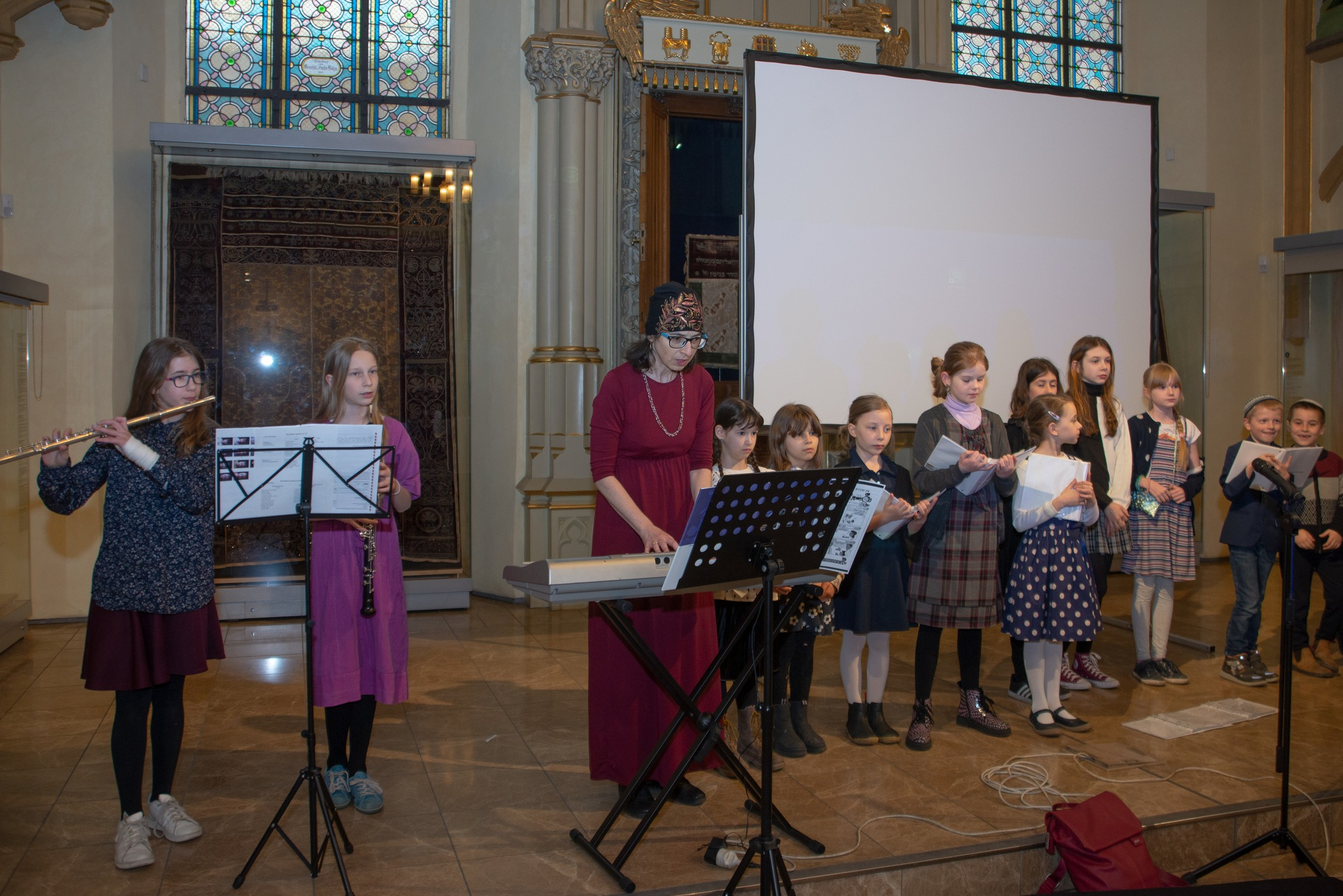
Slavnostní představení knihy Deník Věrky Kohnové v Maiselově synagoze v Praze 20. dubna 2023 za doprovodu žáků Lauderových škol

## Pamětní deska, webová stránka, kniha a výstava

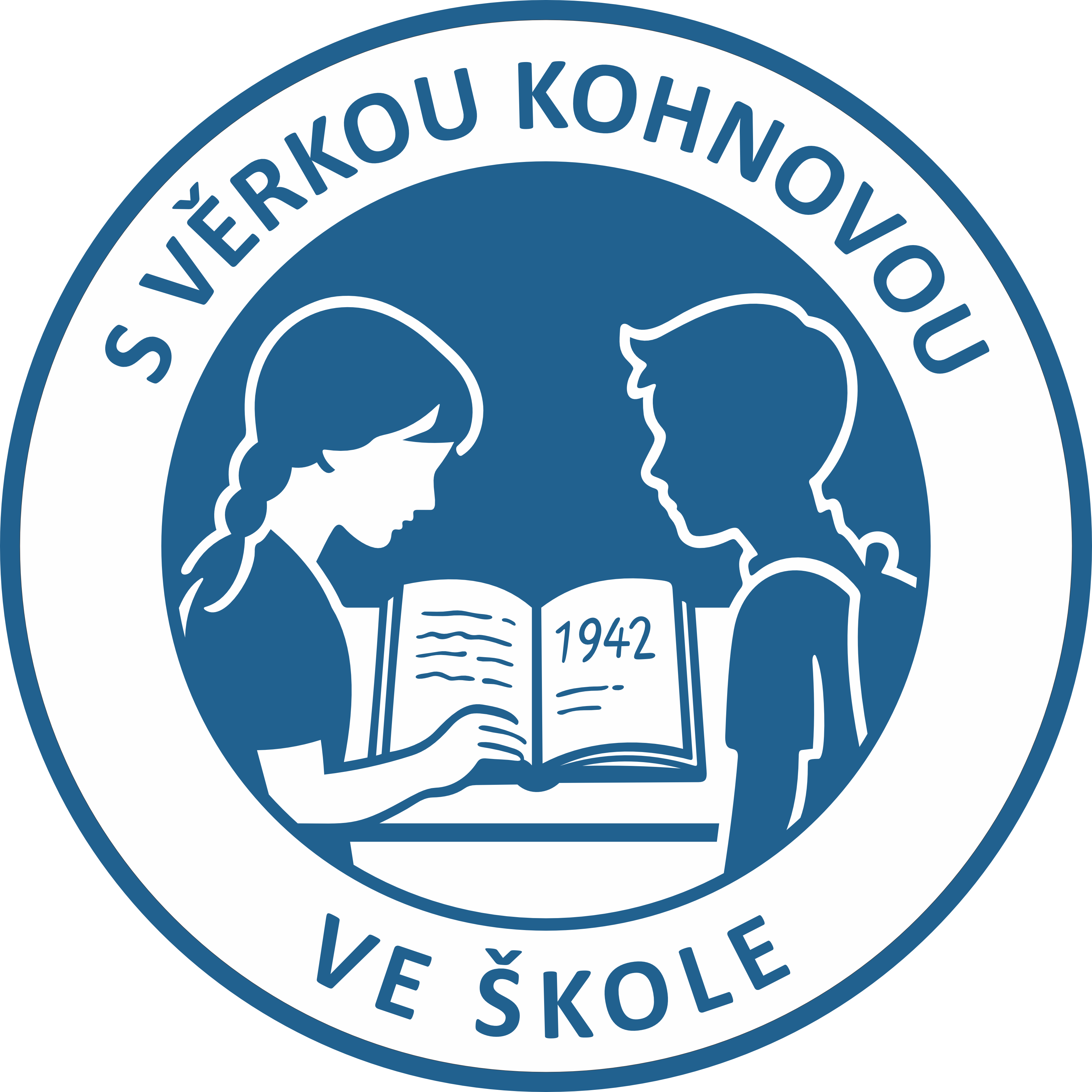
S Věrkou ve škole – více o školních projektech pracujících s příběhem Věry Kohnové lze číst na webové stránce.

V roce 2021 dala spisovatelka Jana Poncarová podnět k výrobě pamětní desky upomínající na Věru Kohnovou. Realizace se ve druhé polovině roku 2021 ujal spolek W21. Pietní místo bylo zřízeno na domě v plzeňské Koperníkově ulici č. p. 1146/43, kde rodina Kohnových žila. Pamětní deska je umístěna na fasádě obrácené do Nerudovy ulice.  Autorem uměleckého návrhu desky je výtvarník Jan Wolfchen Vlček. Desku vyrobil Umělecko-modelářský ateliér Matějka Plzeň. Na jednom z českých crowdfundingových portálů bylo během září a října 2021 ve finanční sbírce vybráno téměř osmdesát tisíc korun. Přispělo celkem 110 osob. Zbytek potřebných finančních prostředků poskytly město Plzeň (padesát tisíc korun) a Úřad městského obvodu Plzeň 3 (patnáct tisíc korun). K odhalení pamětní desky došlo ve čtvrtek 3. března 2022 při příležitosti 80. výročí deportace židovských obyvatel z Plzně do Terezína. Pamětní desku odhalila Jana Hůlková z Dobříva, která před šedesáti lety Věrčin deník objevila v knihovně svých adoptivních rodičů. 
Zároveň s odhalením pamětní desky byla roku 2022 zprovozněna webová stránka Věra Kohnová 1929–1942 ( od roku 2025 Věrka Kohnová: život, deník, rodina, spolužačky, kamarádi). Vedle osudů Věrky a její rodiny pojednává webová stránka o dvou školních památnících se zápisky od Věry a dalších židovských spolužaček, o prvním a druhém knižním vydání deníku z let 2006 a 2023 a o projektu Věra Kohnová č. 519. Webová stránka navíc čtenáře seznamuje s osudy většiny židovských spolužaček a kamarádů, kteří se buď stali hrdiny Věrčina deníku nebo pomohli k poznání životního příběhu Věrky Kohnové.
První beletristické dílo inspirované příběhem Věry, jejího deníčku a rodiny vyšlo na podzim 2020. Jde o román Alžběta a Nina, knihu plzeňské spisovatelky a novinářky Jany Poncarové. Dne 22. února 2023 vyšla kniha Deník Věrky Kohnové autorů Jany Poncarové a Jiřího Sankota. Deníkové zápisy jsou doplněny o kapitoly popisující život českých Židů od roku 1935 až do roku 1942, osudy výrazných osobností z Věrčina příběhu a další reálie. Atmosféru konce třicátých let a období okupace dokreslují dobové fotografie a novinové články. Od dnech 4. dubna 2025 do 1. června 2025 se v Galerii a muzeu Vysočiny v Havlíčkově Brodě při příležitosti 80. výročí osvobození Československa konala výstava Věra Kohnová č. 519 autorů Kamily Pokorné a Jiřího Sankota. 
V roce 2025 by měla také v nakladatelství Motto vyjít dětská kniha Jany Poncarové Tajemství Věřina deníku.

## Fotogalerie

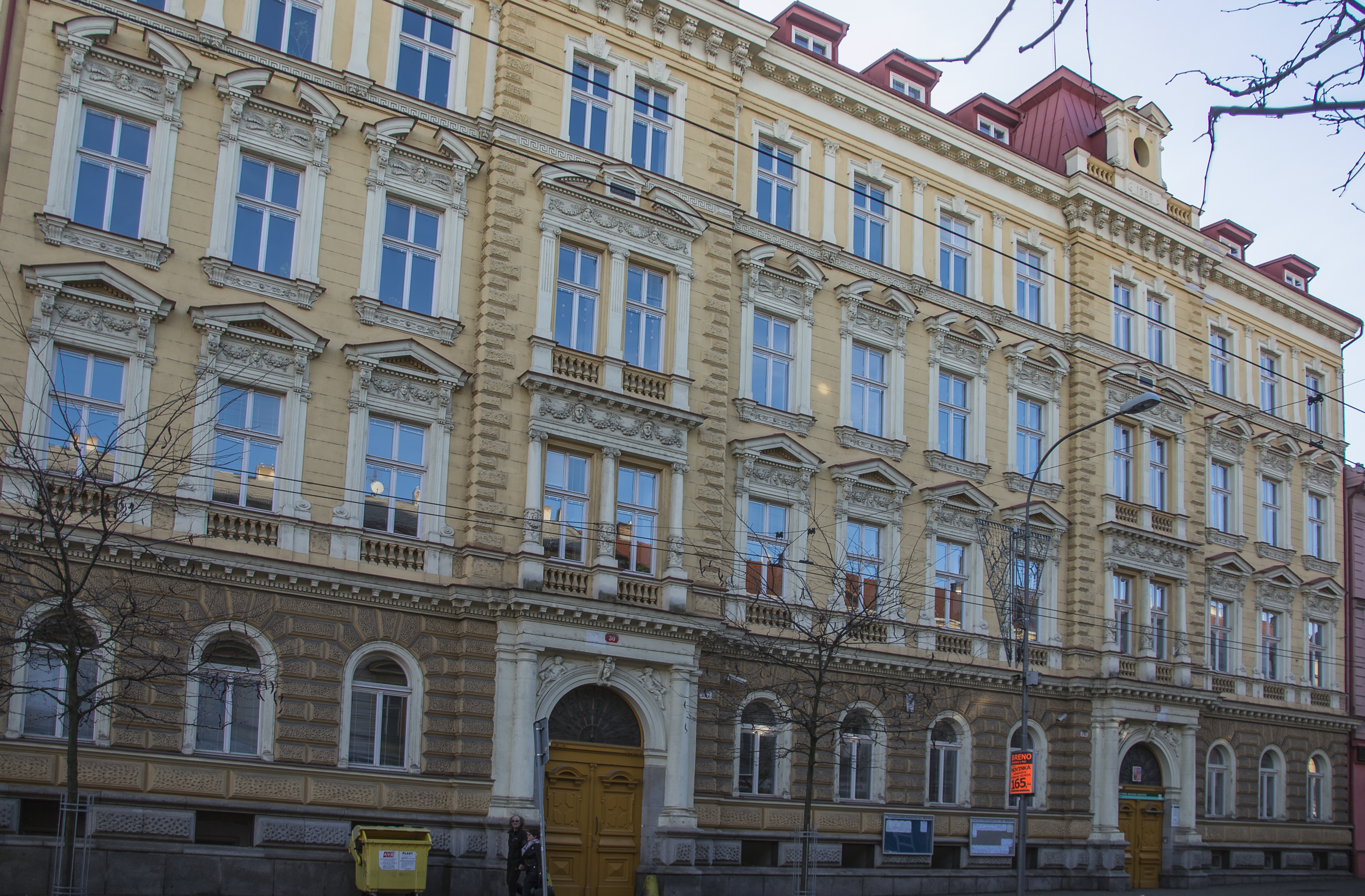
Školní budova na Americké třídě v Plzni, do které Věra a Edita chodily v letech 1935–1940.
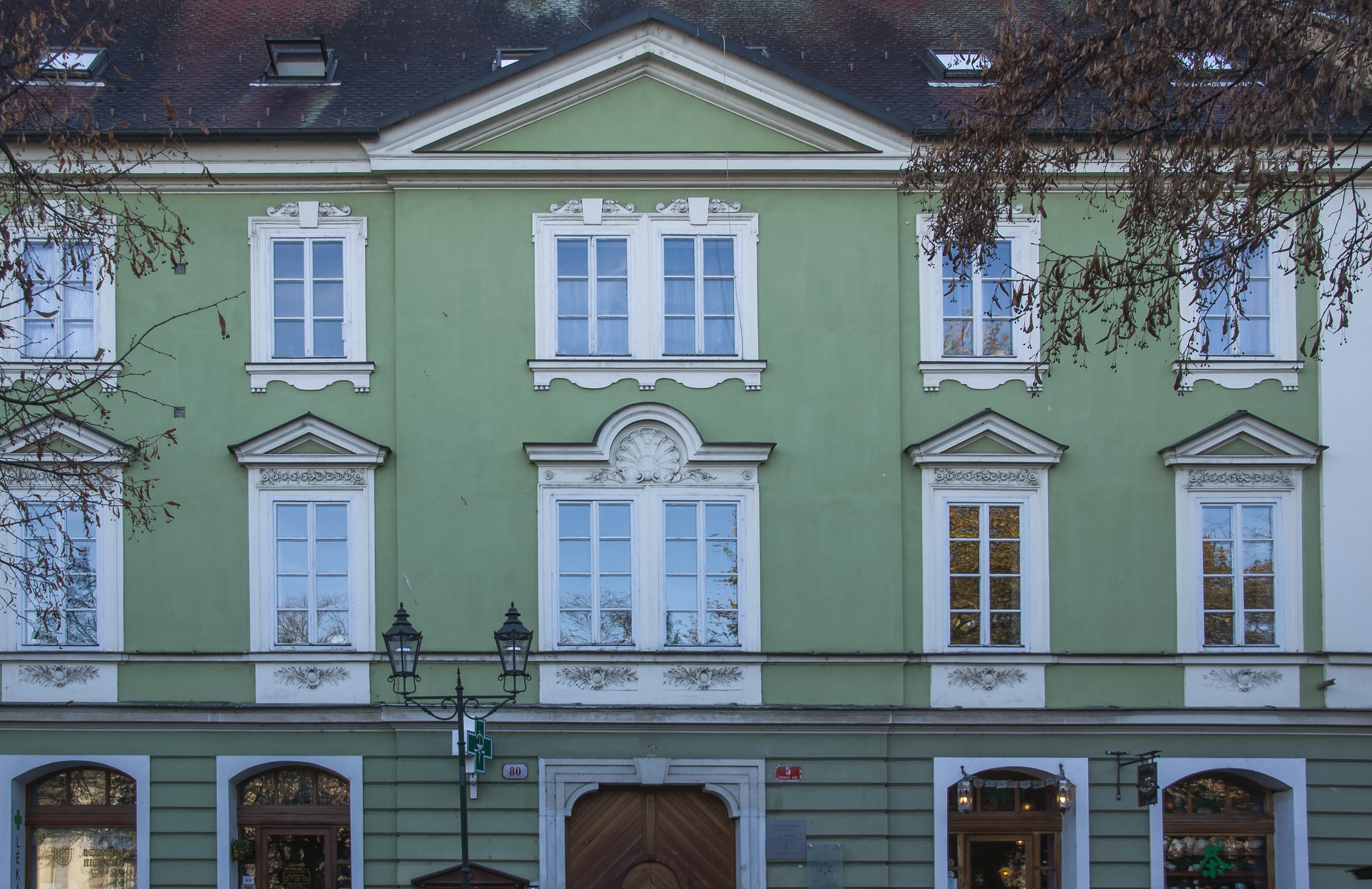
Rabinát v plzeňských Smetanových sadech
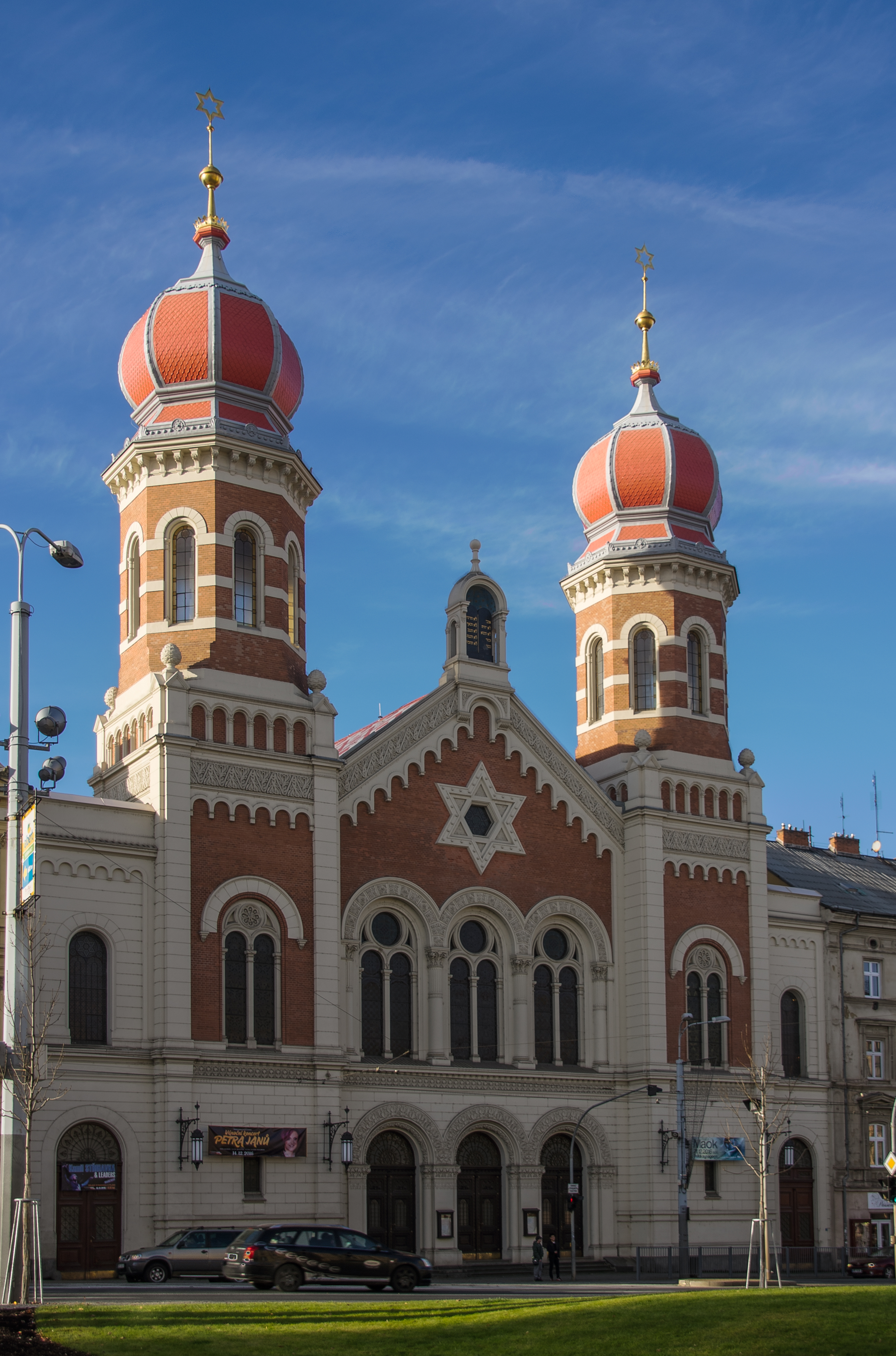
Velká synagoga v Plzni na Klatovské třídě
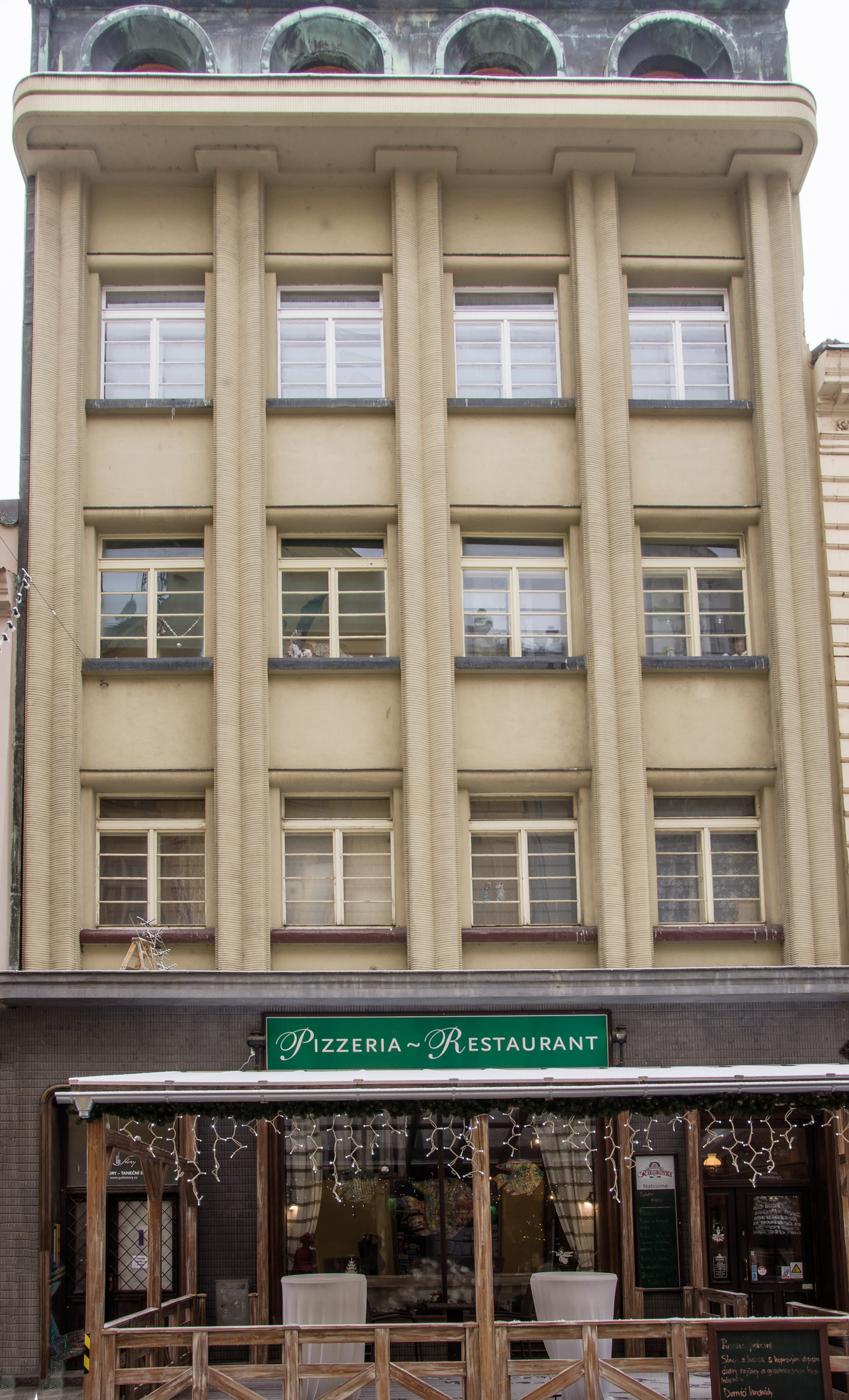
Dům Kamily a Rudolfa Kohnových v plzeňské Riegrově ulici č. p. 208/5
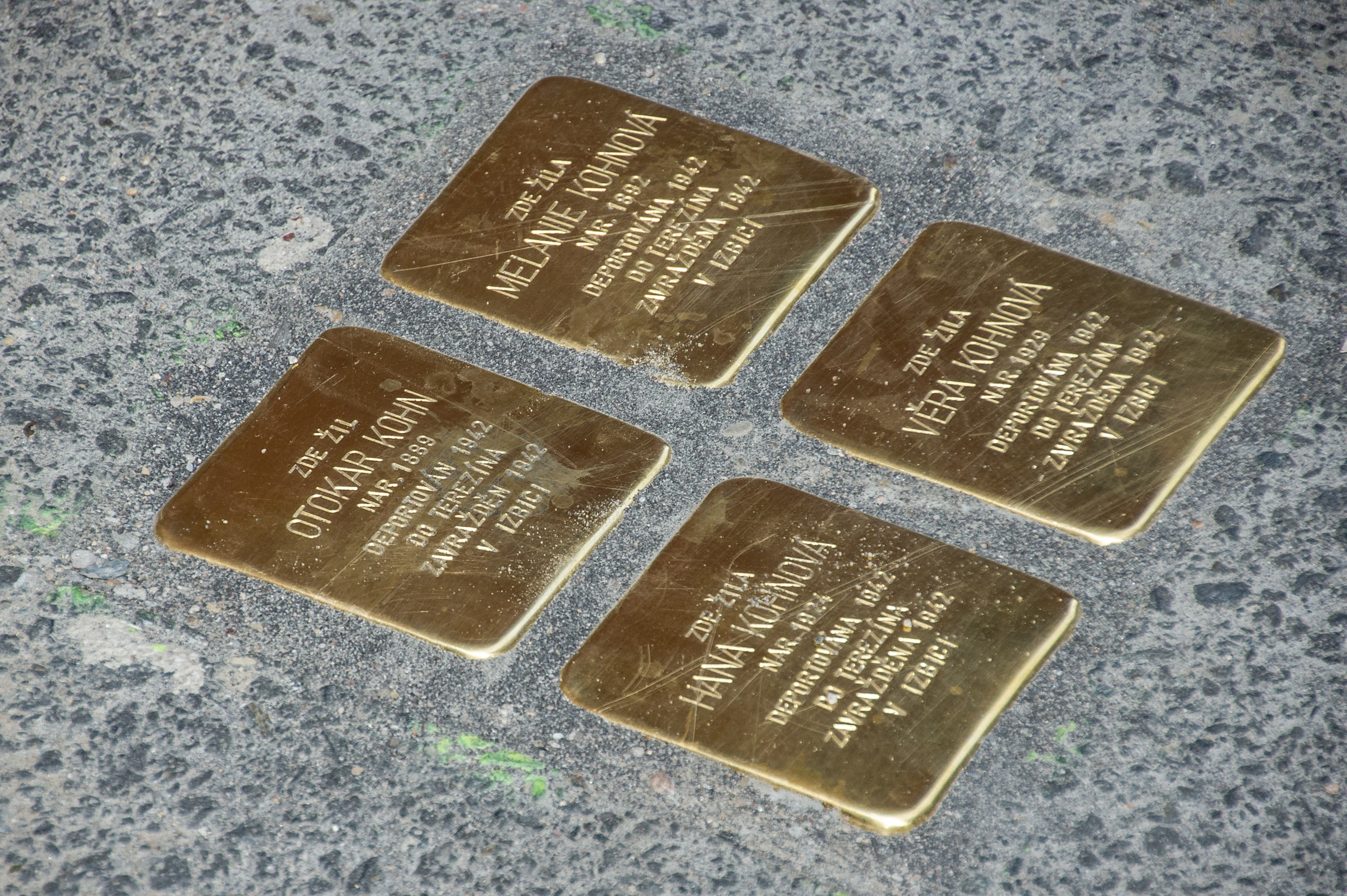
Čtyři kameny zmizelé rodiny Kohnovy – Věry, Hanky, Melanie a Otakara (3. 9. 2019)
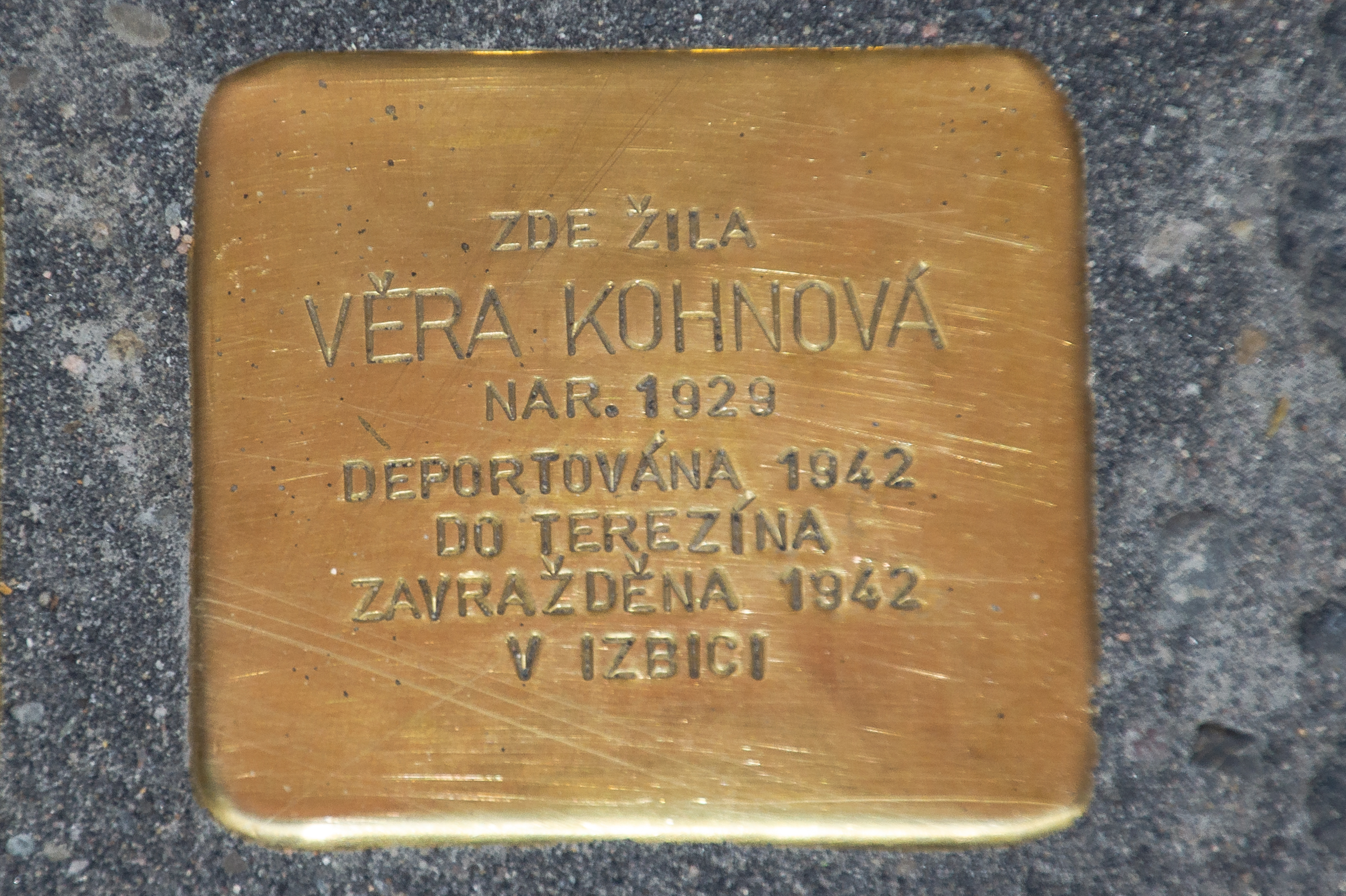
Stolperstein Věry Kohnové
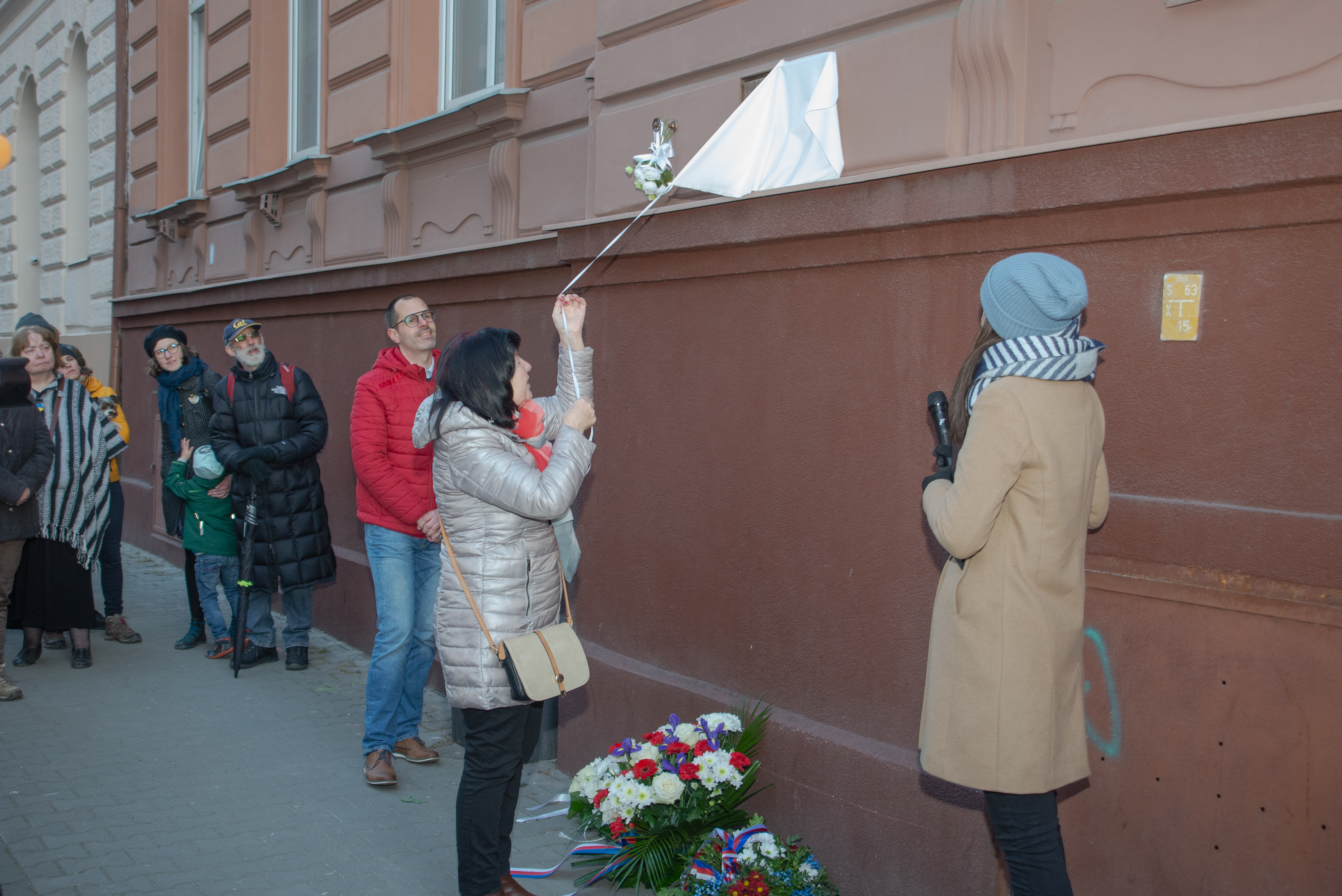
Jana Hůlková odhalila 3. března 2022 pamětní desku Věry Kohnové.
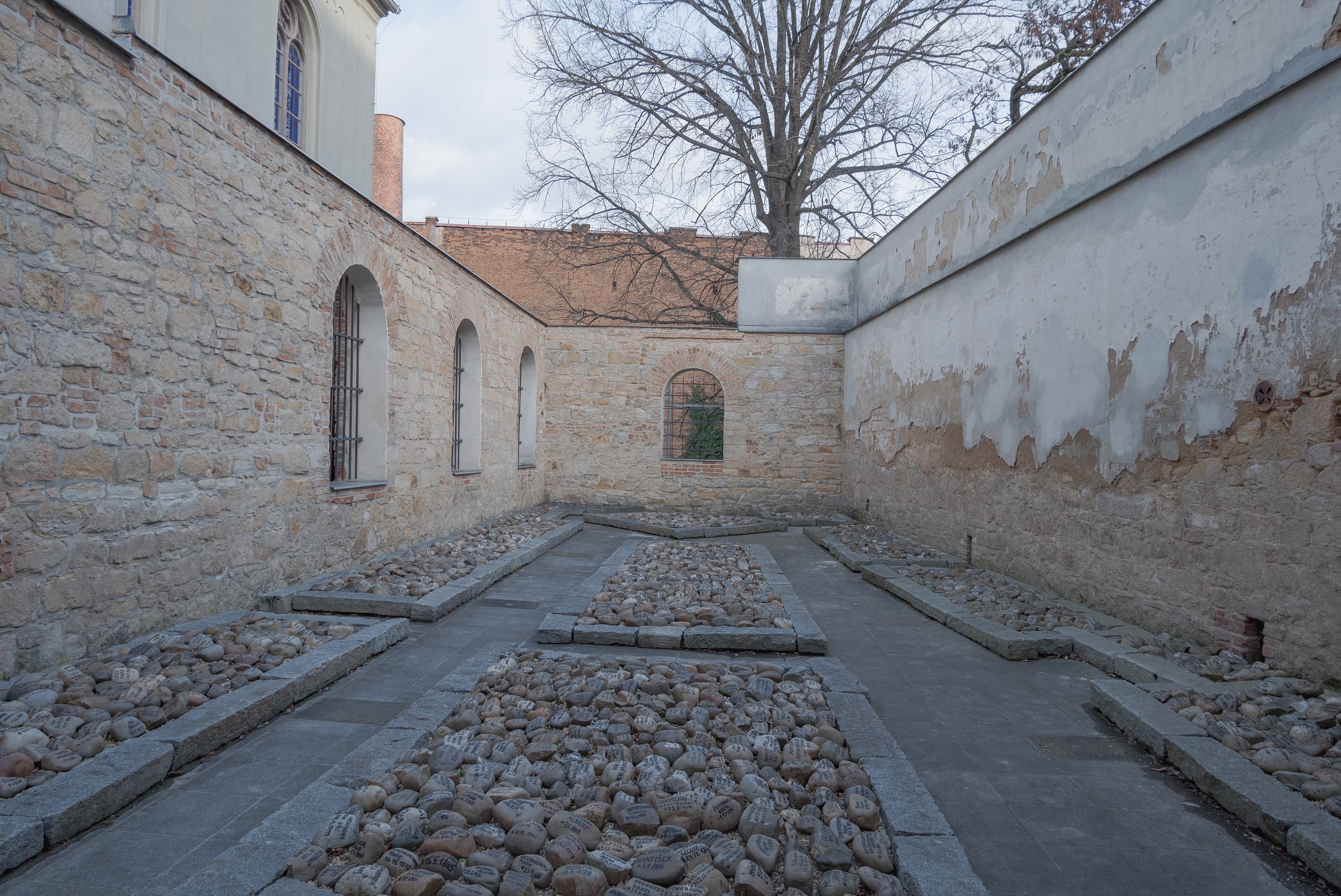
Zahrada vzpomínek u Staré synagogy v Plzni s kameny obsahujícími jména všech plzeňských obětí holocaustu
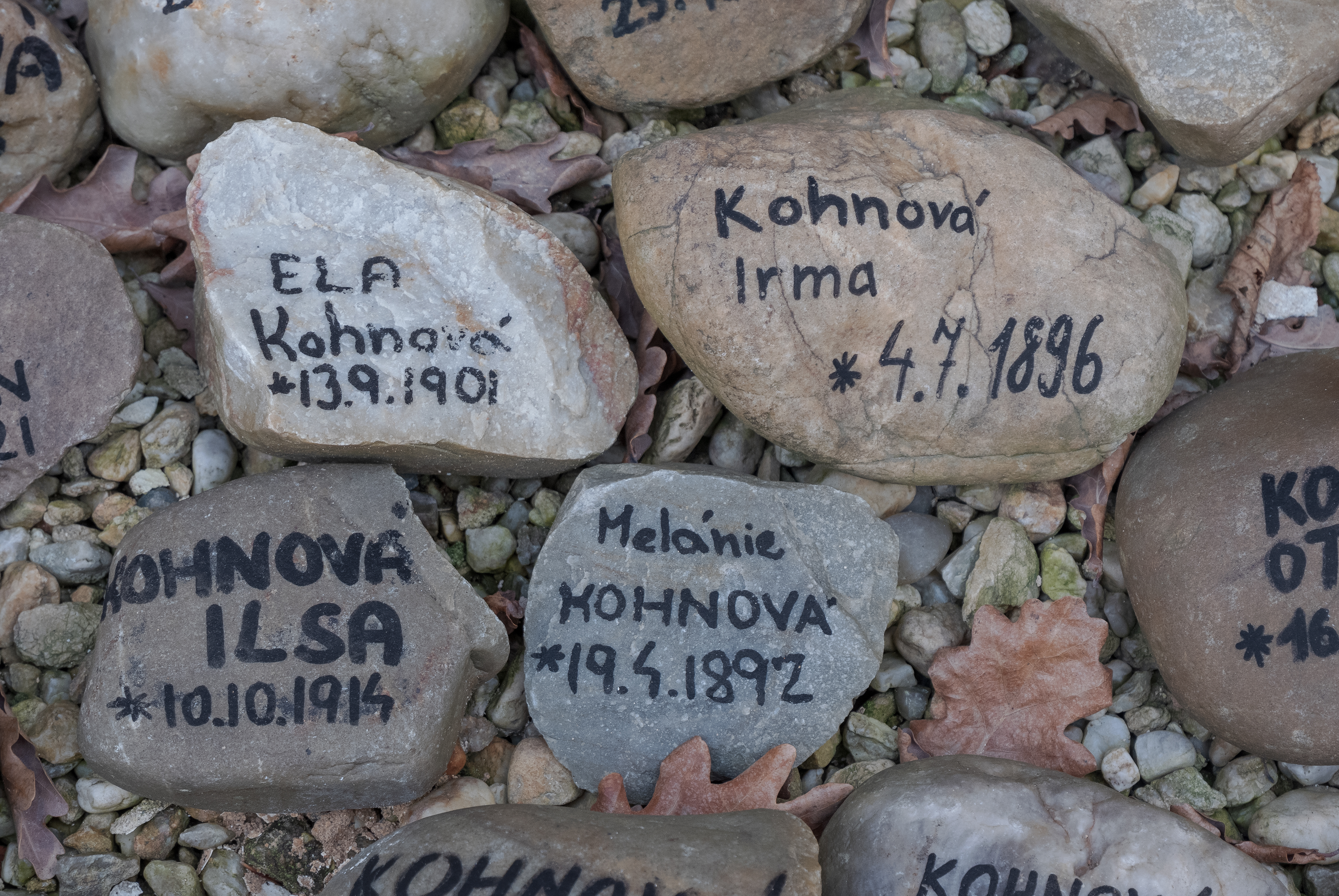
Kameny v plzeňské Zahradě vzpomínek se jmény Věrčiny maminky Melanie Kohnové a Editiny maminky Ely Kohnové
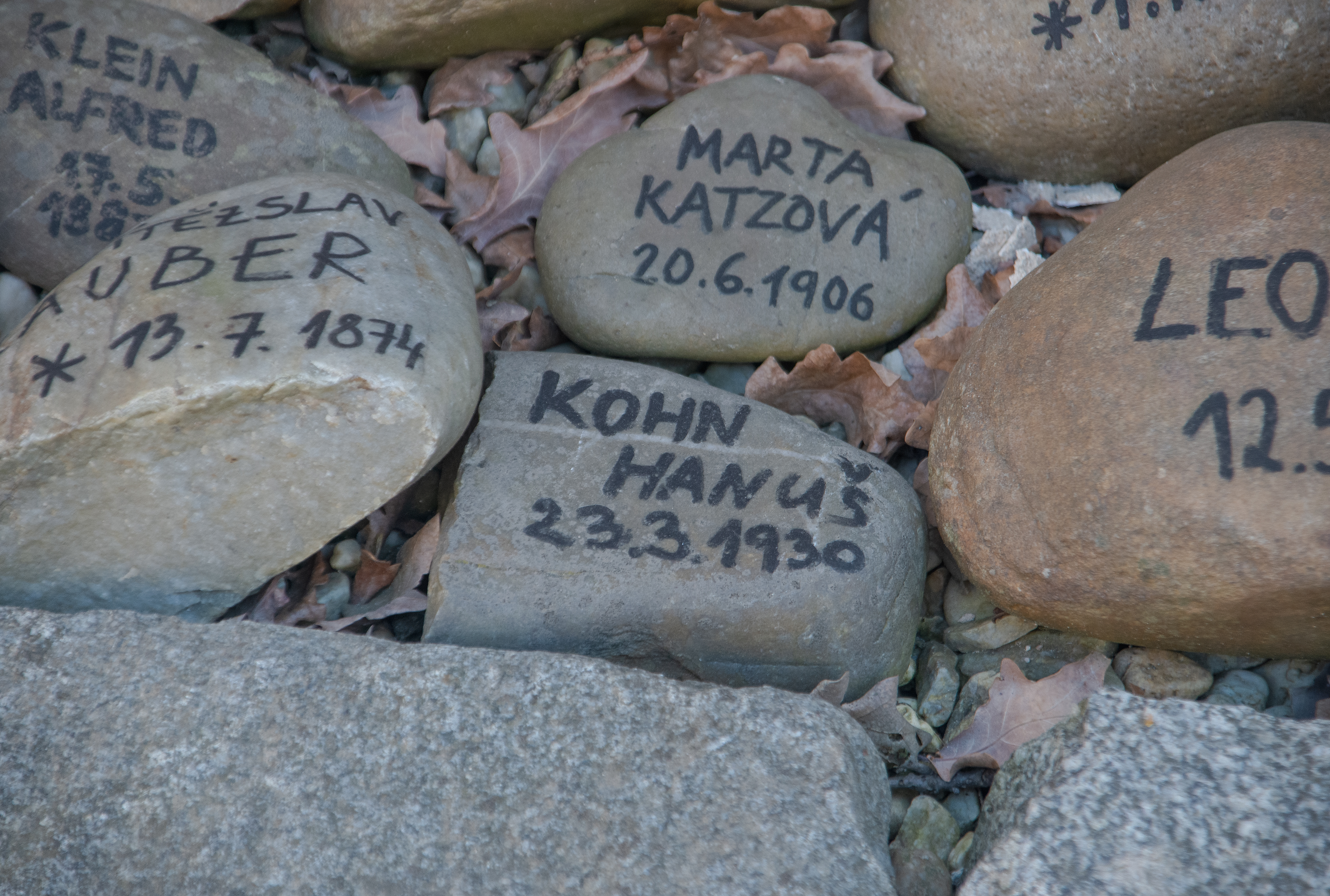
Kámen v plzeňské Zahradě vzpomínek se jménem Editina bratrance Hanuše Kohna
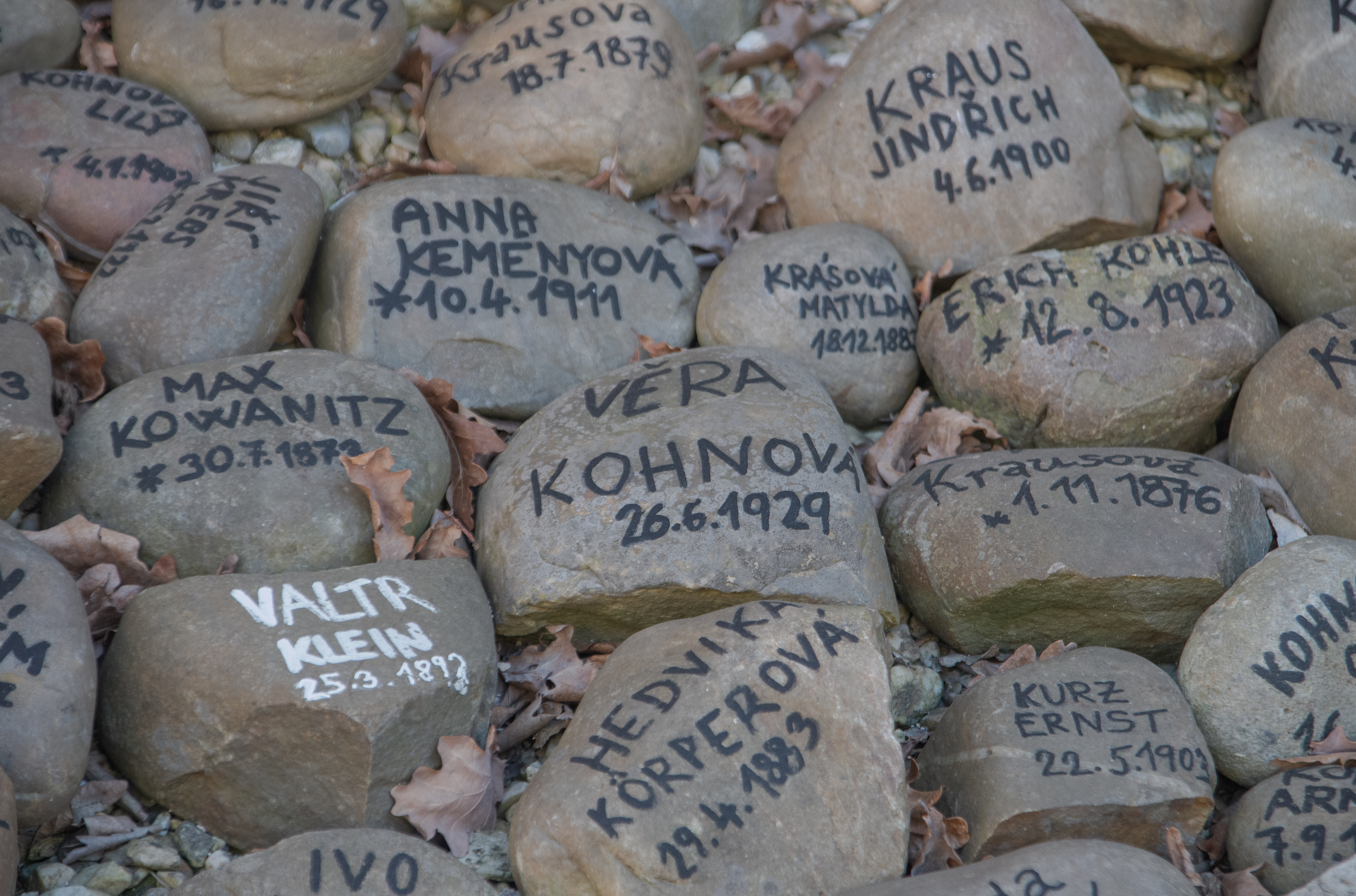
Kámen v plzeňské Zahradě vzpomínek se jménem Věrky Kohnové
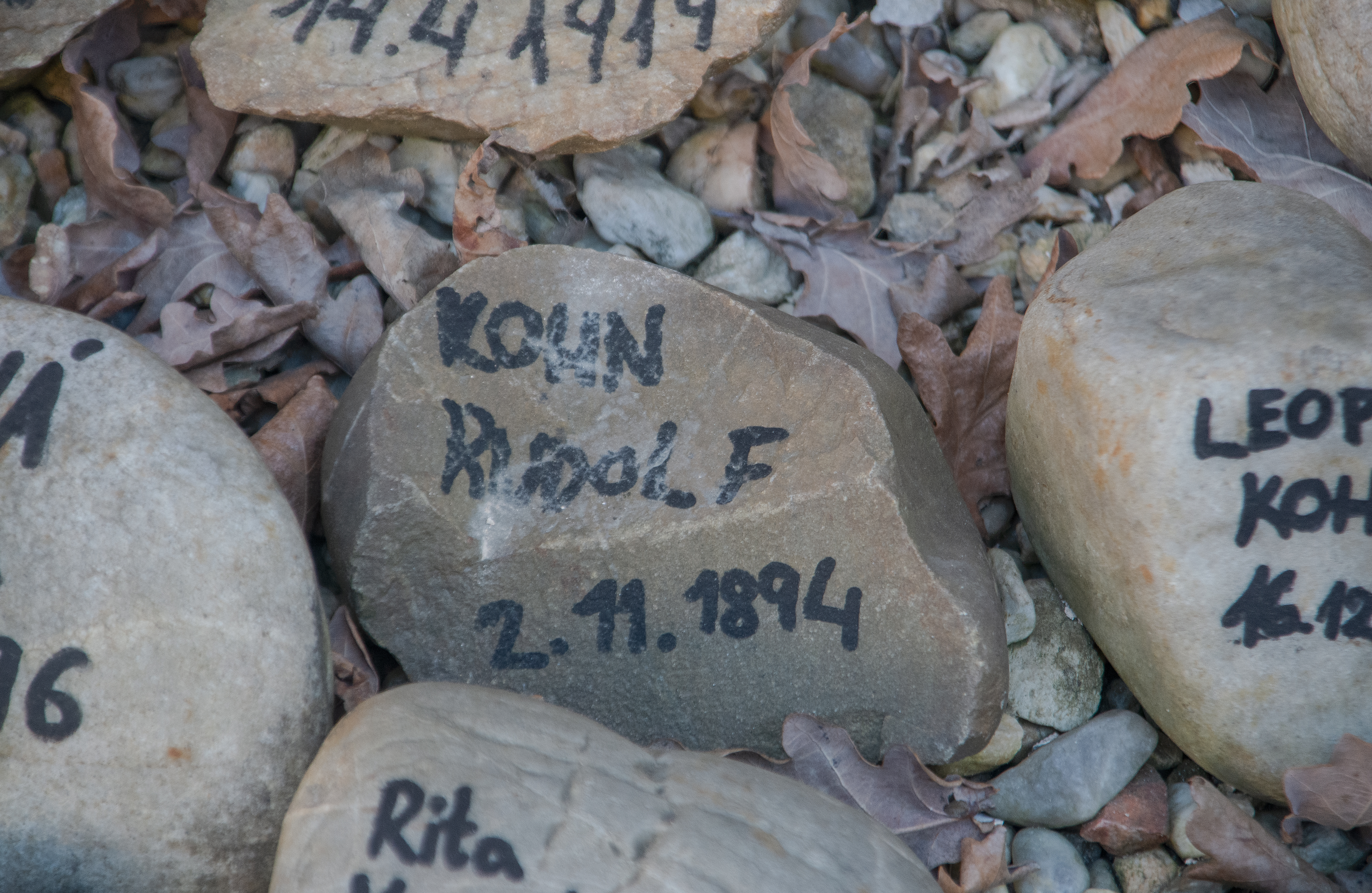
Kámen v plzeňské Zahradě vzpomínek se jménem Věrčina strýce a Editina tatínka Rudolfa Kohna
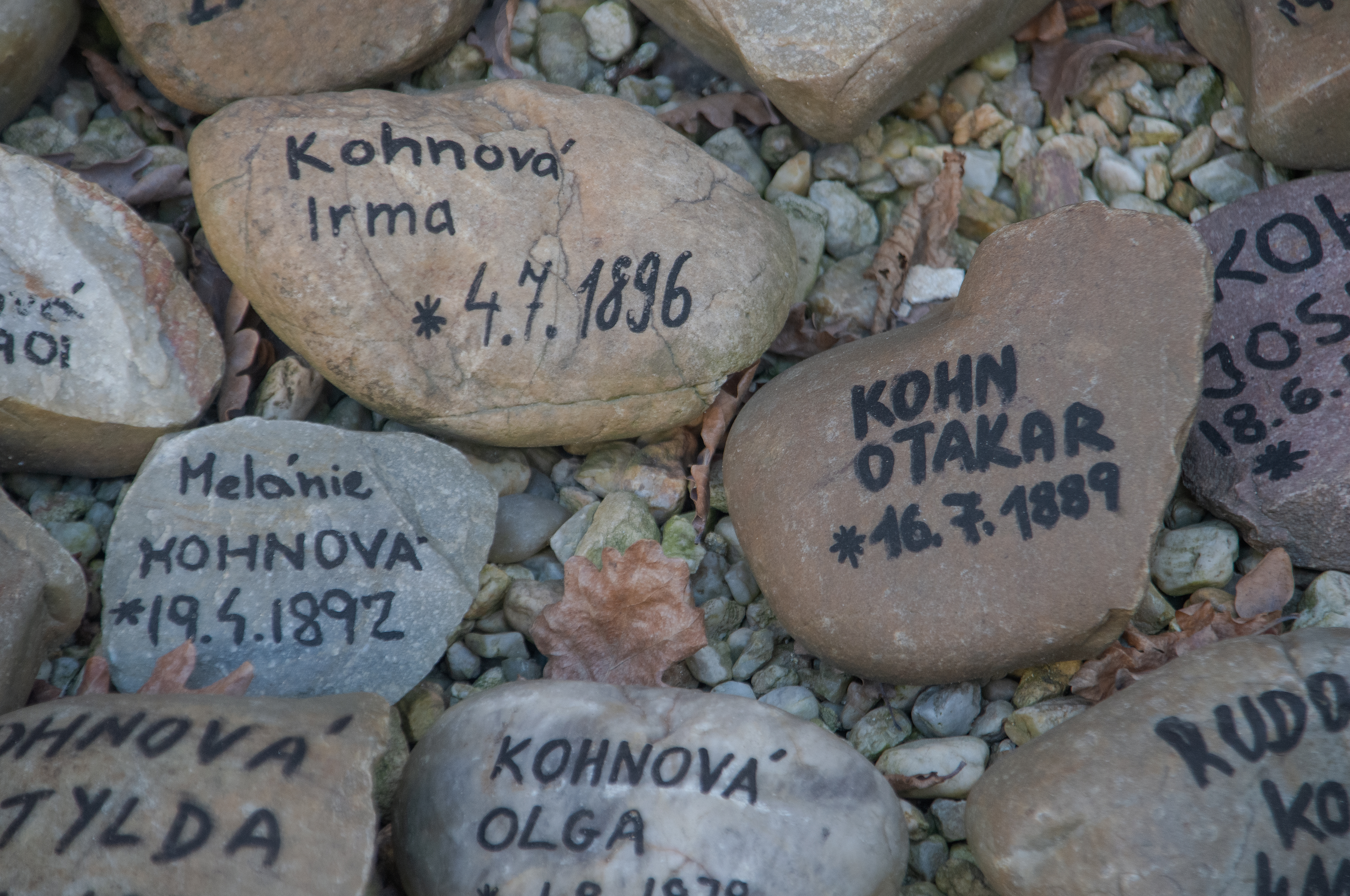
Kameny v plzeňské Zahradě vzpomínek se jmény Věrčiných rodičů Melanie a Otakara Kohnových
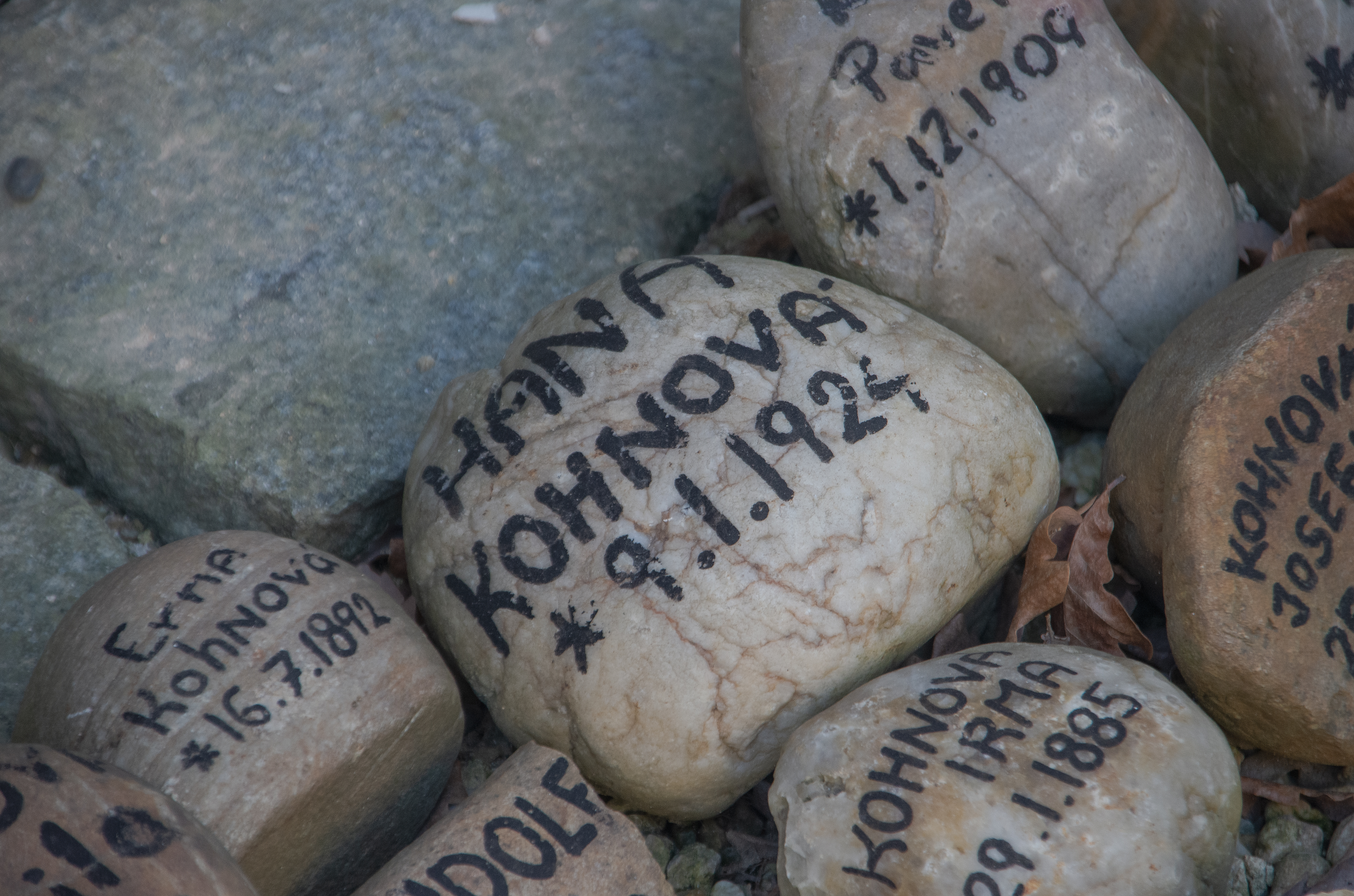
Kameny v plzeňské Zahradě vzpomínek se jménem Věrčiny starší sestry Hanky Kohnové